# Danh sách loài của chi Bồ công anh
Dưới đây là danh sách tất cả 2487 loài thuộc chi Bồ công anh (Taraxacum) được Plants of the World Online công nhận, tính đến  ngày 19 tháng 6 năm 2024.

## A
- Taraxacum abalienatum Kirschner & Štěpánek
- Taraxacum abax Kirschner & Štěpánek
- Taraxacum abbreviatulum Kirschner & Štěpánek
- Taraxacum abbreviatum Rail.
- Taraxacum aberrans Hagend., Soest & Zevenb.
- Taraxacum abietifolium Saarsoo
- Taraxacum abnorme Štěpánek & Kirschner
- Taraxacum abruptilobum Štěpánek & Kirschner
- Taraxacum absurdum Soest
- Taraxacum abundans Rail.
- Taraxacum accedens G.E.Haglund
- Taraxacum acervans Rail.
- Taraxacum acervatulum Rail.
- Taraxacum acidotum M.P.Christ.
- Taraxacum aclidiforme Rail.
- Taraxacum acre H.Øllg.
- Taraxacum acricorne Dahlst.
- Taraxacum acriculum Rail.
- Taraxacum acrifolium Dahlst.
- Taraxacum acrocuspidatum Sonck
- Taraxacum acroglossum Dahlst.
- Taraxacum acrolobum Dahlst.
- Taraxacum acromaurum Dahlst.
- Taraxacum acrophilum Kirschner & Štěpánek
- Taraxacum acrophorum G.E.Haglund
- Taraxacum acutangulum Markl.
- Taraxacum acutatum M.P.Christ.
- Taraxacum acutidens H.Lindb.
- Taraxacum acutifidum M.P.Christ.
- Taraxacum acutiformatum Rail.
- Taraxacum acutifrons Markl.
- Taraxacum acutilimbatum H.Øllg.
- Taraxacum acutisectum Markl.
- Taraxacum acutiusculum Sonck
- Taraxacum acutum A.J.Richards
- Taraxacum adamifolium Sahlin
- Taraxacum adamii C.Claire
- Taraxacum adamovicii Štěpánek & Kirschner
- Taraxacum adglabrum Kirschner & Štěpánek
- Taraxacum adhaerens Kirschner & Štěpánek
- Taraxacum admordum Sonck
- Taraxacum adpressiforme G.E.Haglund
- Taraxacum adpressum Dahlst.
- Taraxacum adunans G.E.Haglund
- Taraxacum aduncum Soest
- Taraxacum adustum Kirschner & Štěpánek
- Taraxacum aellenii Soest
- Taraxacum aemilianum Foggi & Ricceri
- Taraxacum aemulans Štěpánek & Kirschner
- Taraxacum aeneum Kirschner & Štěpánek
- Taraxacum aequabile G.E.Haglund
- Taraxacum aequilibratum Kirschner & Štěpánek
- Taraxacum aequilobiforme Soest
- Taraxacum aequilobum Dahlst.
- Taraxacum aequisectum M.P.Christ.
- Taraxacum aereum Soest
- Taraxacum aeruginiceps G.E.Haglund ex Sahlin
- Taraxacum aesculosum A.J.Richards
- Taraxacum aestivum Soest
- Taraxacum aetheocranum G.E.Haglund
- Taraxacum aethiopiforme H.Øllg.
- Taraxacum aethiops G.E.Haglund
- Taraxacum aganophytum Soest
- Taraxacum agaurum Soest
- Taraxacum aginnense Hofstra
- Taraxacum agrarium Sonck
- Taraxacum ahlneri Rail.
- Taraxacum ajanense Vorosch.
- Taraxacum ajano-majense Tzvelev
- Taraxacum akranesense M.P.Christ.
- Taraxacum akteum Hagend., Soest & Zevenb.
- Taraxacum alacre Soest
- Taraxacum alaskanum Rydb.
- Taraxacum alatiforme Rail.
- Taraxacum alatopetiolum D.T.Zhai & C.H.An
- Taraxacum alatum H.Lindb.
- Taraxacum albertshoferi Sahlin
- Taraxacum albescens Dahlst.
- Taraxacum albidum Dahlst.
- Taraxacum albiflos Kirschner & Štěpánek
- Taraxacum albulense Soest
- Taraxacum album Kirschner & Štěpánek
- Taraxacum aleppicum Dahlst.
- Taraxacum aleurodes G.E.Haglund
- Taraxacum algarbiense Soest
- Taraxacum almaatense Schischk.
- Taraxacum alpicola Kitam.
- Taraxacum alsaticum Soest
- Taraxacum altipotens Rail.
- Taraxacum altissimum H.Lindb.
- Taraxacum amabile Soest
- Taraxacum amansii Hofstra
- Taraxacum amarellum Kirschner & Štěpánek
- Taraxacum amaurolepis Markl.
- Taraxacum ambitiosum Kirschner & Štěpánek
- Taraxacum amblylepidocarpum Soest
- Taraxacum amborum G.E.Haglund
- Taraxacum ambrosium Kirschner & Štěpánek
- Taraxacum amgense Kuvaev
- Taraxacum amicorum A.J.Richards
- Taraxacum amoenulum Štěpánek & Kirschner
- Taraxacum amphilobum M.P.Christ.
- Taraxacum amphiphron Böcher
- Taraxacum amphoraefrons Sahlin
- Taraxacum amplexum Sonck
- Taraxacum ampliusculum Rail.
- Taraxacum amplum Markl.
- Taraxacum ampullaceum Saarsoo
- Taraxacum anadyrense Nakai & Koidz.
- Taraxacum anadyricum Tzvelev
- Taraxacum anatolicum Soest
- Taraxacum ancistratum H.Øllg.
- Taraxacum ancistrolobum Dahlst.
- Taraxacum ancoriferum Hudziok
- Taraxacum andersonii G.E.Haglund
- Taraxacum andorriense Sahlin
- Taraxacum androssovii Schischk.
- Taraxacum anemoomum Soest
- Taraxacum anfractum M.P.Christ.
- Taraxacum angarense Kirschner & Štěpánek
- Taraxacum anglicum Dahlst.
- Taraxacum angulare Hagend., Soest & Zevenb.
- Taraxacum anguliferum Rail.
- Taraxacum angusticeps G.E.Haglund ex Soest
- Taraxacum angustisectum H.Lindb.
- Taraxacum angustisquameum Dahlst. ex H.Lindb.
- Taraxacum annae Vainberg
- Taraxacum annalisae Carlesi & Peruzzi
- Taraxacum annetteae Uhlemann
- Taraxacum anomalum Kirschner & Štěpánek
- Taraxacum anomum G.E.Haglund
- Taraxacum anzobicum Schischk. ex Vainberg
- Taraxacum apargia Kirschner & Štěpánek
- Taraxacum apargiiforme Dahlst.
- Taraxacum apenninum (Ten.) DC.
- Taraxacum aperavtum Soest
- Taraxacum aphanochroum Hagend., Soest & Zevenb.
- Taraxacum aphrogenes Meikle
- Taraxacum apicatum Brenner
- Taraxacum apiculatiforme Soest
- Taraxacum apollinis Dahlst.
- Taraxacum aposeris Soest
- Taraxacum appositum M.P.Christ.
- Taraxacum apulicum Soest
- Taraxacum aquilinum Štěpánek & Kirschner
- Taraxacum aquilonare Hand.-Mazz.
- Taraxacum aquitanum Hofstra
- Taraxacum arachnoideum Kirschner & Štěpánek
- Taraxacum arachnotrichum Markl.
- Taraxacum aragonicum Sahlin
- Taraxacum araneosum Dahlst.
- Taraxacum arasanum R.Doll
- Taraxacum arcticum (Trautv.) Dahlst.
- Taraxacum arcuatum (Tausch) Dumort.
- Taraxacum ardlense A.J.Richards
- Taraxacum arenastrum A.J.Richards
- Taraxacum arenicola Lindb. ex R.Doll
- Taraxacum argillicola Soest
- Taraxacum argilliticola Björk
- Taraxacum argoviense Soest
- Taraxacum argutifrons A.J.Richards
- Taraxacum argutisectum Kirschner & Štěpánek
- Taraxacum argutulum G.E.Haglund
- Taraxacum argutum Dahlst.
- Taraxacum aridicola Rail.
- Taraxacum aristum G.E.Haglund & Markl.
- Taraxacum armatifrons Hagend., Soest & Zevenb.
- Taraxacum armatum M.P.Christ.
- Taraxacum armeniacum Schischk.
- Taraxacum arquitenens Rail.
- Taraxacum arrectipes G.E.Haglund
- Taraxacum arrectum Rail.
- Taraxacum arrhenii Palmgr.
- Taraxacum arrigens M.P.Christ.
- Taraxacum artificis Sonck
- Taraxacum artutum Rail.
- Taraxacum arvernum De Langhe & Soest
- Taraxacum ascensum Rail.
- Taraxacum aschabadense Schischk.
- Taraxacum ascitum Rail.
- Taraxacum asconense Dahlst.
- Taraxacum aspectabile Štěpánek, Kirschner, Vašut & Trávn.
- Taraxacum asperatilobum H.Øllg.
- Taraxacum assemanii C.I.Blanche ex Boiss.
- Taraxacum assimulans G.E.Haglund
- Taraxacum assurgens Markl.
- Taraxacum asturiense Soest
- Taraxacum atactum Sahlin & Soest
- Taraxacum atlanticola H.Lindb.
- Taraxacum atlanticum Pomel
- Taraxacum atlantis-majoris H.Lindb.
- Taraxacum atomatum Štěpánek & Kirschner
- Taraxacum atonolobum Hagend., Soest & Zevenb.
- Taraxacum atrans Schischk.
- Taraxacum atratum G.E.Haglund
- Taraxacum atricapillum Sonck
- Taraxacum atriceps G.E.Haglund
- Taraxacum atrimarginatum H.Lindb.
- Taraxacum atrocarpum Kirschner & Štěpánek
- Taraxacum atrocephalum Soest
- Taraxacum atrochlorinum Kirschner & Štěpánek
- Taraxacum atrocollinum A.J.Richards
- Taraxacum atrolivaceum Štěpánek & Kirschner
- Taraxacum atroparadoxum Kirschner & Štěpánek
- Taraxacum atroplumbeum Dahlst.
- Taraxacum atropurpureum Kirschner, Štěpánek, Buryy, Cherny. & Efimov
- Taraxacum atrosquamatum Soest
- Taraxacum atrosubtile Kirschner & Štěpánek
- Taraxacum atroviride Štěpánek & Trávn.
- Taraxacum atrox Kirschner & Štěpánek
- Taraxacum attenuens Rail.
- Taraxacum aurantellum Soest
- Taraxacum aurantiacum Dahlst.
- Taraxacum aureocucullatum Soest
- Taraxacum auriapex Rail.
- Taraxacum auricula Štěpánek & Kirschner
- Taraxacum aurorum Soest
- Taraxacum aurosuloides Soest
- Taraxacum aurosulum H.Lindb.
- Taraxacum austrinum G.E.Haglund
- Taraxacum austrotibetanum Kirschner & Štěpánek
- Taraxacum austrouralense Muldashev & Tzvelev
- Taraxacum authionense Soest
- Taraxacum autumnale Castagne
- Taraxacum autumnaliforme Soest
- Taraxacum ayllonense A.Galán & Vicente Orell.
- Taraxacum azerbaijanicum Soest
- Taraxacum aznavourii Soest
- Taraxacum azureum M.P.Christ.
- Taraxacum azzizii Soest

## B
- Đầu
- A
- Ă
- Â
- B
- C
- D
- Đ
- E
- F
- G
- H
- I
- J
- K
- L
- M
- N
- O
- P
- Q
- R
- S
- T
- U
- Ư
- V
- W
- X
- Y
- Z

- Taraxacum babcockii Kirschner & Štěpánek
- Taraxacum bachczisaraicum Tzvelev
- Taraxacum badiocinnamomeum Kirschner & Štěpánek
- Taraxacum badzhalense Vorosch. & Schlothg.
- Taraxacum baeckii Rail.
- Taraxacum baeckiiforme Sahlin
- Taraxacum bakuense R.Doll
- Taraxacum balcanicum Rech.f.
- Taraxacum balticiforme Dahlst.
- Taraxacum balticum Dahlst.
- Taraxacum baltistanicum Soest
- Taraxacum baluchistanicum Soest
- Taraxacum banhyhalense Soest
- Taraxacum barbaricinum Arrigoni
- Taraxacum barbatulum H.Øllg.
- Taraxacum bargusicum Sahlin
- Taraxacum barycephalum G.E.Haglund
- Taraxacum basalticum Soest
- Taraxacum bashkiricum Muldashev & Tzvelev
- Taraxacum basilicum Štěpánek & Kirschner
- Taraxacum bavaricum Soest
- Taraxacum beeftinkii Hagend., Soest & Zevenb.
- Taraxacum behzudicum Soest
- Taraxacum bellicum Sonck
- Taraxacum bellidiforme Soest
- Taraxacum bellum H.Øllg.
- Taraxacum belonodens Soest
- Taraxacum belorussicum Val.N.Tikhom.
- Taraxacum benevolens Štěpánek & Kirschner
- Taraxacum bernhardi Rail.
- Taraxacum berthae C.C.Haw.
- Taraxacum besarabicum (Hornem.) Hand.-Mazz.
- Taraxacum bezidum R.Doll
- Taraxacum bhutanicum Soest
- Taraxacum bibulum Kirschner & Štěpánek
- Taraxacum bicorne Dahlst.
- Taraxacum bidentilobum Sonck
- Taraxacum bifalcatum Sonck
- Taraxacum biformatum H.Lindb.
- Taraxacum biforme Dahlst.
- Taraxacum binilobatum Sahlin
- Taraxacum bipinnatifidum Dahlst.
- Taraxacum bisectum Malmio
- Taraxacum bithynicum DC.
- Taraxacum blanditum Sahlin
- Taraxacum blandum Štěpánek & Kirschner
- Taraxacum blomgrenii G.E.Haglund
- Taraxacum boekmanii Borgv.
- Taraxacum bohemicum Kirschner & Štěpánek
- Taraxacum boldtii H.Lindb.
- Taraxacum bonae-spei Kirschner & Štěpánek
- Taraxacum boreicedens Rail.
- Taraxacum boreicola Rail.
- Taraxacum boreiforme Sonck
- Taraxacum boreophilum H.Lindb.
- Taraxacum boreum Dahlst.
- Taraxacum borgvallii Dahlst. ex G.E.Haglund
- Taraxacum botanicorum Sonck
- Taraxacum botschantzevii Schischk.
- Taraxacum brabanticum Hagend., Soest & Zevenb.
- Taraxacum brachycephalum Dahlst.
- Taraxacum brachyceras Dahlst.
- Taraxacum brachyeces G.E.Haglund
- Taraxacum brachyglossoides Soest
- Taraxacum brachyglossum (Dahlst.) Raunk.
- Taraxacum brachylepis Markl. ex Puol.
- Taraxacum brachyoncum G.E.Haglund
- Taraxacum brachyphyllum H.Koidz.
- Taraxacum brachypodon G.E.Haglund ex Soest
- Taraxacum brachyrhynchum G.E.Haglund
- Taraxacum bracteatum Dahlst.
- Taraxacum bracteolatum Soest
- Taraxacum brakelii Soest
- Taraxacum brandenburgicum Hudziok
- Taraxacum brassicifolium Kitag.
- Taraxacum braun-blanquetii Soest
- Taraxacum breconense C.C.Haw.
- Taraxacum breitfeldii Uhlemann
- Taraxacum brevialatum G.E.Haglund
- Taraxacum brevidentatum Rail.
- Taraxacum brevifloroides Soest
- Taraxacum breviflorum Dahlst.
- Taraxacum brevihastatum M.P.Christ.
- Taraxacum brevipapposum Sonck
- Taraxacum brevipyramidale Rail.
- Taraxacum brevirostre Hand.-Mazz.
- Taraxacum breviscapum A.J.Richards
- Taraxacum brevisectoides Soest
- Taraxacum brevisectum Palmgr.
- Taraxacum brevum R.Doll
- Taraxacum britannicum Dahlst.
- Taraxacum broddesonii Lundev. & H.Øllg.
- Taraxacum brunneum Soest
- Taraxacum bufonium Kirschner & Štěpánek
- Taraxacum bulgaricum Soest
- Taraxacum bulkovii Kovalevsk.
- Taraxacum buttleri Soest
- Taraxacum byrrangicum Kozhevn.

## C
- Đầu
- A
- Ă
- Â
- B
- C
- D
- Đ
- E
- F
- G
- H
- I
- J
- K
- L
- M
- N
- O
- P
- Q
- R
- S
- T
- U
- Ư
- V
- W
- X
- Y
- Z

- Taraxacum cabannaeforme J.Räsänen
- Taraxacum cachkadzorum R.Doll
- Taraxacum cacuminatifrons Rail.
- Taraxacum cacuminatum G.E.Haglund
- Taraxacum caespitans Dahlst.
- Taraxacum caespitosum Soest
- Taraxacum calabricum Aquaro, Caparelli & Peruzzi
- Taraxacum calamistratum G.E.Haglund
- Taraxacum calanthodium Dahlst.
- Taraxacum calanthum Dahlst.
- Taraxacum calcareum Korol.
- Taraxacum calciphilum A.J.Richards & Soest
- Taraxacum caledonicum A.J.Richards
- Taraxacum californicum Munz & I.M.Johnst.
- Taraxacum calliographum G.E.Haglund
- Taraxacum calliops G.E.Haglund
- Taraxacum callosum Soest
- Taraxacum calocapitatum R.Doll
- Taraxacum calocephaloides A.J.Richards
- Taraxacum calocephalum Hand.-Mazz.
- Taraxacum calochroum Hagend., Soest & Zevenb.
- Taraxacum calomorphum G.E.Haglund ex Soest
- Taraxacum calophlebium Sonck
- Taraxacum calophyllum Dahlst.
- Taraxacum caloschistoides G.E.Haglund ex Sahlin
- Taraxacum caloschistum Dahlst.
- Taraxacum cambricum A.J.Richards
- Taraxacum campoduniense Sahlin
- Taraxacum campylodes G.E.Haglund
- Taraxacum camuratum Rail.
- Taraxacum canaliculatum H.Lindb.
- Taraxacum canarense Soest
- Taraxacum candidatum Kirschner, Štěpánek & Klimeš
- Taraxacum candrianii Soest
- Taraxacum canentifolium Markl.
- Taraxacum caninum Uhlemann
- Taraxacum canophyllum Soest
- Taraxacum canoviride H.Lindb. ex Puol.
- Taraxacum cantabricum A.Galán & Vicente Orell.
- Taraxacum canulum G.E.Haglund
- Taraxacum canum Soest
- Taraxacum caphocentrum Dahlst.
- Taraxacum capillosum H.Øllg. & Uhlemann
- Taraxacum capnocarpum Dahlst.
- Taraxacum capricum Soest
- Taraxacum caramanicae Lojac.
- Taraxacum cardinale Kirschner & Štěpánek
- Taraxacum cariciphilum Sonck & H.Øllg.
- Taraxacum carinthiacum Soest
- Taraxacum carneocoloratum A.Nelson
- Taraxacum caroli-frederici Rail.
- Taraxacum carpaticum Štěpánek & Kirschner
- Taraxacum carptum H.Øllg. & J.Räsänen
- Taraxacum carthusianorum Aquaro, Caparelli & Peruzzi
- Taraxacum castaneum Soest
- Taraxacum catalanum Soest
- Taraxacum cataschistum Sahlin
- Taraxacum catenatum Kirschner & Štěpánek
- Taraxacum catodontum Sahlin
- Taraxacum caudatuliforme Soest
- Taraxacum caudatulum Dahlst.
- Taraxacum caudiferum G.E.Haglund
- Taraxacum celsum Kirschner & Štěpánek
- Taraxacum celticum A.J.Richards
- Taraxacum cenabense Sahlin
- Taraxacum centrasiaticum D.T.Zhai & C.H.An
- Taraxacum centrotum Sahlin
- Taraxacum cephalum R.Doll
- Taraxacum ceratolobum Dahlst.
- Taraxacum ceratophorum (Ledeb.) DC.
- Taraxacum ceratosectum Kirschner & Štěpánek
- Taraxacum cerbariense Arrigoni
- Taraxacum cerdanicum Soest
- Taraxacum cerebriforme Kirschner & Štěpánek
- Taraxacum cereum Kirschner & Štěpánek
- Taraxacum cescae Aquaro, Caparelli & Peruzzi
- Taraxacum cestodes Rail.
- Taraxacum chelelobatum Sahlin
- Taraxacum cherwellense A.J.Richards
- Taraxacum chionogeiton Štěpánek & Kirschner
- Taraxacum chionomelas Kirschner & Štěpánek
- Taraxacum chionophilum Dahlst.
- Taraxacum chitralense Soest
- Taraxacum chloodeum M.P.Christ.
- Taraxacum chlorodes G.E.Haglund
- Taraxacum chlorofrugale Oosterv. ex A.J.Richards
- Taraxacum chloroticum Dahlst. ex Florstr.
- Taraxacum christelianum Sonck
- Taraxacum christiansenii G.E.Haglund
- Taraxacum chrysocephalum Štěpánek & Kirschner
- Taraxacum chrysoglossum A.J.Richards
- Taraxacum chrysophaenum Rail.
- Taraxacum chrysostylum Dahlst.
- Taraxacum ciconium M.P.Christ.
- Taraxacum ciliare Soest
- Taraxacum ciliatum Soest
- Taraxacum cinereum Soest
- Taraxacum cinnamomeum Kirschner & Štěpánek
- Taraxacum circense Štěpánek & Kirschner
- Taraxacum circinatum G.E.Haglund ex Soest
- Taraxacum ciscaucasicum Schischk.
- Taraxacum citrinum Rail.
- Taraxacum clandestinum Zámečník, Štěpánek & Kirschner
- Taraxacum clarum Kirschner, Štěpánek & Trávn.
- Taraxacum claudiae A.J.Richards
- Taraxacum clavatifrons Sonck
- Taraxacum clavatilobum Uhlemann
- Taraxacum claviflorum Sahlin
- Taraxacum clemens Matysiak
- Taraxacum clitolobum M.P.Christ.
- Taraxacum clovense A.J.Richards
- Taraxacum coacervans Rail.
- Taraxacum coartatiforme J.Räsänen
- Taraxacum coartatum G.E.Haglund
- Taraxacum cochleatoides Rail.
- Taraxacum cochleatum Dahlst. & H.Lindb.
- Taraxacum cognatum Kirschner & Štěpánek
- Taraxacum cognoscibile Štěpánek & Kirschner
- Taraxacum collariatum Vorosch.
- Taraxacum collarispinulosum Uhlemann
- Taraxacum comitans Kovalevsk.
- Taraxacum commixtum G.E.Haglund
- Taraxacum compactum Schischk.
- Taraxacum complicatum Soest
- Taraxacum comtulum G.E.Haglund
- Taraxacum conauditatum Kirschner & Štěpánek
- Taraxacum concaviformatum Rail.
- Taraxacum concavum M.P.Christ.
- Taraxacum concinnaticeps Rail.
- Taraxacum concinnum G.E.Haglund
- Taraxacum concolor H.Lindb.
- Taraxacum concucullatum A.J.Richards
- Taraxacum conforme Palmgr.
- Taraxacum confusaneum Kirschner & Štěpánek
- Taraxacum confusum Schischk.
- Taraxacum congestilobum Soest
- Taraxacum congestum G.E.Haglund & Saarsoo
- Taraxacum conicum R.Doll
- Taraxacum consanguineum Kirschner & Štěpánek
- Taraxacum consimile Kirschner & Štěpánek
- Taraxacum consobrinum Kirschner & Štěpánek
- Taraxacum conspersum H.Øllg.
- Taraxacum constrictiforme Rail.
- Taraxacum constrictifrons Markl. ex Eklund
- Taraxacum continium G.E.Haglund ex Sahlin
- Taraxacum contractum Markl.
- Taraxacum contristans Kovalevsk.
- Taraxacum conturbatum Sonck
- Taraxacum convergentilobatum Rail.
- Taraxacum convexum Dahlst.
- Taraxacum copidophylloides A.J.Richards
- Taraxacum copidophyllum Dahlst.
- Taraxacum cordatifolium Soest
- Taraxacum cordatifrons M.P.Christ.
- Taraxacum cordatum Palmgr.
- Taraxacum cordiferum Markl.
- Taraxacum cordilleranum Björk
- Taraxacum coreanum Nakai
- Taraxacum corneolum Railonsala.
- Taraxacum cornubiense A.J.Richards
- Taraxacum cornucopiae Kirschner & Štěpánek
- Taraxacum cornutum (Dahlst.) Dahlst.
- Taraxacum coronatum Hand.-Mazz.
- Taraxacum corpulentum Rail.
- Taraxacum corsicum Soest
- Taraxacum corvinum Kirschner & Štěpánek
- Taraxacum corynodes G.E.Haglund
- Taraxacum corynodiforme Hagend., Soest & Zevenb.
- Taraxacum coryphorum Sahlin
- Taraxacum craspedotoides A.J.Richards
- Taraxacum craspedotum Dahlst.
- Taraxacum crassipes H.Lindb.
- Taraxacum crassiusculum Rail.
- Taraxacum crassum H.Øllg. & Trávn.
- Taraxacum crebridens H.Lindb.
- Taraxacum crepidiforme DC.
- Taraxacum crispatum Dahlst.
- Taraxacum crispifolium H.Lindb.
- Taraxacum crispulum G.E.Haglund
- Taraxacum cristatum Kirschner, Štěpánek & Vašut
- Taraxacum croaticum Uhlemann
- Taraxacum croceicarpum Soest
- Taraxacum croceifloroides Soest
- Taraxacum croceiflorum Dahlst.
- Taraxacum crocellum Soest
- Taraxacum croceum Dahlst.
- Taraxacum crocinum (Dahlst.) G.E.Haglund & Nordenst.
- Taraxacum crocodes Dahlst.
- Taraxacum cucullatiforme Soest
- Taraxacum cucullatum Dahlst.
- Taraxacum cultratum G.E.Haglund ex Soest
- Taraxacum cumulatum Rail.
- Taraxacum cuneatum Sonck
- Taraxacum curtifrons H.Øllg.
- Taraxacum curvatum Dahlst.
- Taraxacum curvilobatum Sahlin
- Taraxacum cuspidatum Markl.
- Taraxacum cuspidifrons Markl.
- Taraxacum cuspidigerum Rail.
- Taraxacum cyanolepidiforme Soest
- Taraxacum cyanolepis Dahlst.
- Taraxacum cyathiforme Kirschner & Štěpánek
- Taraxacum cyclocentrum M.P.Christ.
- Taraxacum cycloides Rail.
- Taraxacum cygnorum Hand.-Mazz.
- Taraxacum cylleneum Fürnkranz
- Taraxacum cymbifolium H.Lindb. ex Dahlst.
- Taraxacum cyprium H.Lindb.
- Taraxacum cyrtolobum G.E.Haglund
- Taraxacum cyrtum Sahlin
- Taraxacum czaunense Jurtzev & Tzvelev
- Taraxacum czukoticum Jurtzev

## D
- Đầu
- A
- Ă
- Â
- B
- C
- D
- Đ
- E
- F
- G
- H
- I
- J
- K
- L
- M
- N
- O
- P
- Q
- R
- S
- T
- U
- Ư
- V
- W
- X
- Y
- Z

- Taraxacum dahlii Dahlst.
- Taraxacum damnabile Kirschner & Štěpánek
- Taraxacum danicum H.Øllg.
- Taraxacum danubiense Sahlin
- Taraxacum danubium A.J.Richards
- Taraxacum darbandense Soest
- Taraxacum dargilanicum Sonck
- Taraxacum darschajense Orazova
- Taraxacum darvasicum Vainberg
- Taraxacum dasypodum Soest
- Taraxacum dasypogonum Rail.
- Taraxacum davisii Soest
- Taraxacum davosense Soest
- Taraxacum dealbatum Hand.-Mazz.
- Taraxacum debrayi Hagend., Soest & Zevenb.
- Taraxacum decastroi A.Galán & Vicente Orell.
- Taraxacum decipiens Raunk.
- Taraxacum declive M.P.Christ.
- Taraxacum declivicola Kirschner, Sonck & Štěpánek
- Taraxacum decolorans Dahlst.
- Taraxacum decorum Dahlst.
- Taraxacum decrepitum Kirschner & Štěpánek
- Taraxacum degelii G.E.Haglund
- Taraxacum delanghii Soest
- Taraxacum delectum Uhlemann
- Taraxacum delicatulum Kirschner & Štěpánek
- Taraxacum delicatum Kirschner & Štěpánek
- Taraxacum delphicum Dahlst.
- Taraxacum deltoideum G.E.Haglund
- Taraxacum deltoidifrons H.Øllg.
- Taraxacum deludens Kirschner & Štěpánek
- Taraxacum deminutum Kirschner & Štěpánek
- Taraxacum demotes Sahlin
- Taraxacum denigratum Kirschner & Štěpánek
- Taraxacum densilobum Dahlst.
- Taraxacum dentatum Kirschner & Štěpánek
- Taraxacum dentex M.P.Christ.
- Taraxacum denticulatum Hagend., Soest & Zevenb.
- Taraxacum dentilobum Soest
- Taraxacum dentisquamosum Rail.
- Taraxacum dentosum M.P.Christ.
- Taraxacum deorum A.J.Richards
- Taraxacum depauperatum Kirschner & Štěpánek
- Taraxacum desertorum Schischk.
- Taraxacum desideratum Sonck
- Taraxacum detonsum Olojsson & Såltin
- Taraxacum devexum M.P.Christ.
- Taraxacum devians Dahlst.
- Taraxacum dialeptum Sonck
- Taraxacum diaphorum G.E.Haglund
- Taraxacum diapyrum Soest
- Taraxacum diastematicum Markl.
- Taraxacum didymifolium Soest
- Taraxacum dilaceratum M.P.Christ.
- Taraxacum dilaniatum Rail.
- Taraxacum dilatatum H.Lindb.
- Taraxacum dilucidum Soest
- Taraxacum dilutissimum Kirschner & Štěpánek
- Taraxacum dispar G.E.Haglund
- Taraxacum dissectiforme Soest
- Taraxacum disseminatoides A.J.Richards
- Taraxacum disseminatum G.E.Haglund
- Taraxacum dissimile Dahlst.
- Taraxacum dissonum Rail.
- Taraxacum distans G.E.Haglund
- Taraxacum distantijugum Sahlin
- Taraxacum distantilobum H.Lindb.
- Taraxacum distinctilobum H.Øllg.
- Taraxacum distinctum H.Lindb.
- Taraxacum divarium Sahlin
- Taraxacum diversicolor Sonck
- Taraxacum diversifolium G.E.Haglund
- Taraxacum diversilobum G.E.Haglund
- Taraxacum divinum Sonck
- Taraxacum divulgatum Kirschner & Štěpánek
- Taraxacum divulsifolium Soest
- Taraxacum divulsiforme R.Doll
- Taraxacum divulsum G.E.Haglund
- Taraxacum dolichocentrum M.P.Christ.
- Taraxacum dolmiticum Soest
- Taraxacum domabile Kirschner & Štěpánek
- Taraxacum dombaiense R.Doll
- Taraxacum dooguei A.J.Richards
- Taraxacum dorchocarpum Soest
- Taraxacum dovrense Dahlst.
- Taraxacum drucei Dahlst.
- Taraxacum dubium Soest
- Taraxacum ducommunii Soest
- Taraxacum dudmanianum A.J.Richards
- Taraxacum dunense Soest
- Taraxacum dunenseforme Sonck
- Taraxacum duplidentifrons Dahlst.
- Taraxacum duriense Soest
- Taraxacum duvigneaudii Soest
- Taraxacum dzhungaricola Kirschner & Štěpánek

## E
- Đầu
- A
- Ă
- Â
- B
- C
- D
- Đ
- E
- F
- G
- H
- I
- J
- K
- L
- M
- N
- O
- P
- Q
- R
- S
- T
- U
- Ư
- V
- W
- X
- Y
- Z

- Taraxacum ecmiadzinum R.Doll
- Taraxacum ecornutum Kovalevsk.
- Taraxacum edessicoides Uhlemann
- Taraxacum edmondsonianum H.Øllg.
- Taraxacum edytomum G.E.Haglund
- Taraxacum effusum Hagend., Soest & Zevenb.
- Taraxacum egilsstadirense M.P.Christ.
- Taraxacum egnatiae Sonck
- Taraxacum egregium Markl.
- Taraxacum ekmanii Dahlst.
- Taraxacum ekmaniiforme Hagend., Soest & Zevenb.
- Taraxacum elaverinum Sahlin
- Taraxacum elegans Soest
- Taraxacum elegantiforme Soest
- Taraxacum elegantifrons A.J.Richards
- Taraxacum elegantissimum Štěpánek & Kirschner
- Taraxacum elegantius Kirschner, H.Øllg. & Štěpánek
- Taraxacum elongatifrons G.E.Haglund
- Taraxacum elongatihastatum W.Koch ex Soest
- Taraxacum elongatum Kovalevsk.
- Taraxacum eminens Soest
- Taraxacum engadinense Soest
- Taraxacum enontekiense Rail.
- Taraxacum ensiculare Rail.
- Taraxacum ensigerum G.E.Haglund
- Taraxacum epacroides Markl. ex Puol.
- Taraxacum epacrum Dahlst.
- Taraxacum epirense Soest
- Taraxacum erectiusculilobatum Rail.
- Taraxacum erici H.Øllg. & J.Räsänen
- Taraxacum ericinoides Hagend., Soest & Zevenb.
- Taraxacum eriobasis Kovalevsk.
- Taraxacum eriopodum DC.
- Taraxacum erioscapum H.Hartmann
- Taraxacum erntrum Soest
- Taraxacum erostre Zakirov
- Taraxacum erythropodium Kitag.
- Taraxacum erythrospermum Andrz. ex Besser
- Taraxacum erzincanense Döll
- Taraxacum espinulosum M.P.Christ.
- Taraxacum estrelense A.Galán & Vicente Orell.
- Taraxacum etchebarnei Sonck
- Taraxacum eudontum Sahlin
- Taraxacum euoplocarpum Markl. ex H.Lindb.
- Taraxacum euranum Soest
- Taraxacum euryanthes G.E.Haglund ex Soest
- Taraxacum eurylobum G.E.Haglund
- Taraxacum euryphyllum (Dahlst.) M.P.Christ.
- Taraxacum exacutum Markl.
- Taraxacum excellens Dahlst.
- Taraxacum exiguiceps Markl.
- Taraxacum exiguum Soest
- Taraxacum eximium Dahlst.
- Taraxacum expallidiforme Dahlst.
- Taraxacum expallidum Dahlst.
- Taraxacum expandens Lundev. & H.Øllg.
- Taraxacum expansum Florstr.
- Taraxacum explicatum G.E.Haglund
- Taraxacum exsanguineum Soest
- Taraxacum exsertiforme Hagend., Soest & Zevenb.
- Taraxacum exsertum Hagend., Soest & Zevenb.
- Taraxacum exsolutum Kirschner & Štěpánek
- Taraxacum exstinctum Kirschner & Štěpánek
- Taraxacum exsurgens Soest
- Taraxacum extensifrons G.E.Haglund
- Taraxacum extensum Dahlst.
- Taraxacum extenuens Rail.
- Taraxacum extimum Kirschner, Sonck & Štěpánek

## F
- Đầu
- A
- Ă
- Â
- B
- C
- D
- Đ
- E
- F
- G
- H
- I
- J
- K
- L
- M
- N
- O
- P
- Q
- R
- S
- T
- U
- Ư
- V
- W
- X
- Y
- Z

- Taraxacum fabrei Soest
- Taraxacum facetum Rail.
- Taraxacum facile Sonck
- Taraxacum faeroense (Dahlst.) Dahlst.
- Taraxacum fagerstroemii Såltin
- Taraxacum falcatum Brenner
- Taraxacum farellonicum Uhlemann
- Taraxacum farinosum Hausskn. & Bornm. ex Hand.-Mazz.
- Taraxacum fartoris Kirschner & Štěpánek
- Taraxacum fasciatiforme Soest
- Taraxacum fasciatum Dahlst.
- Taraxacum fascinans Kirschner, Mikoláš & Štěpánek
- Taraxacum fastuosum Štěpánek, Kirschner, Zámečník & P.Trávn.
- Taraxacum faucicola Sahlin
- Taraxacum favorabile Štěpánek & Kirschner
- Taraxacum fedtschenkoi Hand.-Mazz.
- Taraxacum fennobalticum Sonck & Y.Mäkinen
- Taraxacum fennorodiae G.E.Haglund
- Taraxacum ferale Kirschner & Štěpánek
- Taraxacum fernandezianum Dahlst.
- Taraxacum ferum Štěpánek & Kirschner
- Taraxacum fibratum Sonck
- Taraxacum fictum Hagend., Soest & Zevenb.
- Taraxacum filidens Hagend., Soest & Zevenb.
- Taraxacum fimbriatum Sonck
- Taraxacum finitimum Lundev. & H.Øllg.
- Taraxacum firmicaule Rail.
- Taraxacum firmum Dahlst.
- Taraxacum fissifolium Kirschner & Štěpánek
- Taraxacum flammeolum Kirschner & Štěpánek
- Taraxacum flandricum Hagend., Soest & Zevenb.
- Taraxacum flavescens G.E.Haglund
- Taraxacum flavidum Kirschner & Štěpánek
- Taraxacum flavipapposum Kirschner & Štěpánek
- Taraxacum flavostylum Back
- Taraxacum flavoviride Sonck
- Taraxacum flavum Soest
- Taraxacum flevoense Soest
- Taraxacum flexile G.E.Haglund
- Taraxacum floccosum Rail.
- Taraxacum floribundum R.Doll
- Taraxacum florstroemii Markl.
- Taraxacum florum Kirschner & Štěpánek
- Taraxacum flos-lacus Kirschner & Štěpánek
- Taraxacum flugum R.Doll
- Taraxacum flumineum R.Doll
- Taraxacum fluviatile Kirschner & Štěpánek
- Taraxacum font-queri Soest
- Taraxacum fontaniforme Soest
- Taraxacum fontanosquameum Soest
- Taraxacum fontanum Hand.-Mazz.
- Taraxacum forellense R.Doll
- Taraxacum formosissimum Kirschner & Štěpánek
- Taraxacum formosum Soest
- Taraxacum fornicatum Štěpánek & Kirschner
- Taraxacum forrestii Soest
- Taraxacum fragile Štěpánek & Kirschner
- Taraxacum fragosum Sonck
- Taraxacum fraudulentum Rail.
- Taraxacum freticola H.Øllg.
- Taraxacum fridenii Sahlin
- Taraxacum friesii Dahlst.
- Taraxacum frisicum Soest
- Taraxacum frondatum H.Øllg.
- Taraxacum frugale Hagend., Oosterv. & Zevenb. ex Hofstra
- Taraxacum fulgidum G.E.Haglund
- Taraxacum fulvescens Soest
- Taraxacum fulvicarpum Dahlst.
- Taraxacum fulviforme Dahlst.
- Taraxacum fulvobrunneum Soest
- Taraxacum fulvum Raunk.
- Taraxacum fuornense Soest
- Taraxacum furvum M.P.Christ.
- Taraxacum fusciflorum H.Øllg.
- Taraxacum fusco-olivaceum G.E.Haglund
- Taraxacum fusculinerve Markl.

## G
- Đầu
- A
- Ă
- Â
- B
- C
- D
- Đ
- E
- F
- G
- H
- I
- J
- K
- L
- M
- N
- O
- P
- Q
- R
- S
- T
- U
- Ư
- V
- W
- X
- Y
- Z

- Taraxacum gaditanum Talavera
- Taraxacum gaelorum A.J.Richards
- Taraxacum galbaniforme Dahlst. ex G.E.Haglund
- Taraxacum galbanum Dahlst.
- Taraxacum galeatum Dahlst.
- Taraxacum galeiferum M.P.Christ.
- Taraxacum galeifiguratum Rail.
- Taraxacum gallaecicum Soest
- Taraxacum gallicum Soest
- Taraxacum gamisansii Soest
- Taraxacum garbarianum Peruzzi, Aquaro, Caparelli & Raimondo
- Taraxacum gasparinii Tineo ex Lojac.
- Taraxacum geirhildae (Beeby) R.C.Palmer & W.Scott
- Taraxacum gelertii Raunk.
- Taraxacum gelertiiforme M.P.Christ.
- Taraxacum gelricum Soest
- Taraxacum geminatum G.E.Haglund
- Taraxacum geminidentatum Hudziok
- Taraxacum genargenteum Arrigoni
- Taraxacum gentile G.E.Haglund & Rail.
- Taraxacum germanicum Soest
- Taraxacum gesticulans H.Øllg.
- Taraxacum getulum Pomel
- Taraxacum gianninii Arrigoni, Ferretti & Padula
- Taraxacum gibberosum M.P.Christ.
- Taraxacum gibberum Markl.
- Taraxacum gibbiferum Brenner
- Taraxacum gibbosum Saarsoo
- Taraxacum giganteum H.Koidz.
- Taraxacum gilgitense Abedin
- Taraxacum gilliesii Hook. & Arn.
- Taraxacum gilvistigmatum Rail.
- Taraxacum gilvistylum Soest
- Taraxacum gilvum Rail.
- Taraxacum githagineum Kirschner & Štěpánek
- Taraxacum glabellum Schischk.
- Taraxacum glaberrimum R.Doll
- Taraxacum glabricaule Sonck
- Taraxacum glabrum DC.
- Taraxacum glaciale É.Huet & A.Huet ex Hand.-Mazz.
- Taraxacum gladiatum M.P.Christ.
- Taraxacum glandiforme Sonck
- Taraxacum glandonense Soest
- Taraxacum glaphyrum Sahlin
- Taraxacum glaucanthum (Ledeb.) DC.
- Taraxacum glauciniforme Dahlst.
- Taraxacum glaucinum Dahlst.
- Taraxacum glaucivirens Schischk.
- Taraxacum glaucolivaceum Kirschner & Štěpánek
- Taraxacum glaucophylloides Kirschner & Štěpánek
- Taraxacum glaucophyllum Soest
- Taraxacum globiceps Saarsoo
- Taraxacum glossocentrum Dahlst.
- Taraxacum glossodon Sonck & H.Øllg.
- Taraxacum glowackii H.Øllg.
- Taraxacum gnezdilloi Kovalevsk.
- Taraxacum goloskokovii Schischk.
- Taraxacum gorodkovii Kharkev. & Tzvelev
- Taraxacum gotlandicum (Dahlst.) Dahlst.
- Taraxacum gotoburgense Saarsoo & Borgv.
- Taraxacum gracilens Dahlst.
- Taraxacum graciliforme R.Doll
- Taraxacum gracilipes G.E.Haglund
- Taraxacum gracilisquameum Markl.
- Taraxacum gracilium R.Doll
- Taraxacum gracillimum Soest
- Taraxacum graecofontanum A.J.Richards & Sonck
- Taraxacum graecum Dahlst.
- Taraxacum graminicolor Soest
- Taraxacum grandidens M.P.Christ.
- Taraxacum grandiflorum Soest
- Taraxacum grandisquamum H.Koidz.
- Taraxacum graniticum Soest
- Taraxacum gratum Štěpánek, Kirschner & Meierott
- Taraxacum greuteri Štěpánek & Kirschner
- Taraxacum grootii Soest
- Taraxacum grossheimii Schischk.
- Taraxacum grossodentosum Rail.
- Taraxacum grossum Soest
- Taraxacum grypodiforme R.Doll
- Taraxacum grypodon Dahlst.
- Taraxacum grypolobum Sahlin
- Taraxacum guadalupense F.M.Vázquez
- Taraxacum guanchicum A.Galán, E.Linares & Vicente Orell.
- Taraxacum gulmargense Soest
- Taraxacum guntense Dengub.
- Taraxacum gurglense A.J.Richards
- Taraxacum gustavianum Sonck
- Taraxacum guttigestans H.Øllg. ex Kirschner & Štěpánek
- Taraxacum gyratum Rail.

## H
- Đầu
- A
- Ă
- Â
- B
- C
- D
- Đ
- E
- F
- G
- H
- I
- J
- K
- L
- M
- N
- O
- P
- Q
- R
- S
- T
- U
- Ư
- V
- W
- X
- Y
- Z

- Taraxacum haareanum Tzvelev
- Taraxacum habile Rail.
- Taraxacum haemanthum Kirschner & Štěpánek
- Taraxacum haematicum G.E.Haglund ex H.Øllg. & Wittzell
- Taraxacum haematopus H.Lindb.
- Taraxacum hahnii Uhlemann
- Taraxacum hallaisanense Nakai
- Taraxacum halophilum Regel
- Taraxacum hamatiforme Dahlst.
- Taraxacum hamatilobum Dahlst.
- Taraxacum hamatulum Hagend., Soest & Zevenb.
- Taraxacum hamatum Raunk.
- Taraxacum hamidens M.P.Christ.
- Taraxacum hamiferum Dahlst.
- Taraxacum hamosiforme Rail.
- Taraxacum hamosius R.Doll
- Taraxacum hamosum Dahlst.
- Taraxacum handelii Murr
- Taraxacum haptolepium Malmio
- Taraxacum haraldii Markl.
- Taraxacum harbhajan-singhii Soest
- Taraxacum harpagoides Sonck & H.Øllg.
- Taraxacum hastatiforme Soest
- Taraxacum hastile M.P.Christ.
- Taraxacum hastiliforme M.P.Christ.
- Taraxacum haussknechtii Uechtr.
- Taraxacum haworthianum Dudman & A.J.Richards
- Taraxacum hebelobum Hagend., Soest & Zevenb.
- Taraxacum hedinii G.E.Haglund ex Kirschner & Štěpánek
- Taraxacum heikkinenii Saarsoo
- Taraxacum heleocharis Kirschner & Štěpánek
- Taraxacum helianthum Soest
- Taraxacum helioscopium Kirschner & Štěpánek
- Taraxacum hellenicum Dahlst.
- Taraxacum helmi-emiliae Rail.
- Taraxacum helveticum Soest
- Taraxacum hemicyclum G.E.Haglund
- Taraxacum hempelianum Uhlemann
- Taraxacum hepaticolor Soest
- Taraxacum hepaticum Rail.
- Taraxacum heptapotamicum Schischk.
- Taraxacum herae Sonck
- Taraxacum hesperium C.C.Haw.
- Taraxacum heterolepis Nakai & Koidz. ex Kitag.
- Taraxacum heteroloma Hand.-Mazz.
- Taraxacum heterophylloides G.E.Haglund ex Soest
- Taraxacum heterophyllum Brenner
- Taraxacum heybroekii Soest
- Taraxacum hibernicola A.J.Richards
- Taraxacum hideoi Nakai
- Taraxacum hiemale Soest
- Taraxacum hilare Dahlst.
- Taraxacum hirsutissimum C.C.Haw.
- Taraxacum hirtellum Dahlst.
- Taraxacum hispanicum H.Lindb.
- Taraxacum hjeltii (Dahlst.) Dahlst.
- Taraxacum hohuanshanense S.S.Ying
- Taraxacum hollandicum Soest
- Taraxacum holmboei H.Lindb.
- Taraxacum holmenianum Sahlin
- Taraxacum holmgrenii G.E.Haglund
- Taraxacum homoschistum H.Øllg.
- Taraxacum honestum Štěpánek & Kirschner
- Taraxacum hooftii Soest
- Taraxacum hoplites M.P.Christ.
- Taraxacum horizontale Kirschner & Štěpánek
- Taraxacum horridifrons Rail.
- Taraxacum horridum Hagend., Soest & Zevenb.
- Taraxacum huddungense Lundev. & H.Øllg.
- Taraxacum huelphersianum Dahlst. ex G.E.Haglund
- Taraxacum humbertii Maire
- Taraxacum humidicola Kirschner & Štěpánek
- Taraxacum humifusum Štěpánek & Kirschner
- Taraxacum humile Brenner
- Taraxacum huterianum Soest
- Taraxacum hyberniforme Soest
- Taraxacum hybernum Steven
- Taraxacum hydrophilum Soest
- Taraxacum hygrophilum Soest
- Taraxacum hyoides Rail.
- Taraxacum hyoseridifolium Arv.-Touv. & Marcailhou
- Taraxacum hypanicum Tzvelev
- Taraxacum hyparcticum Dahlst.
- Taraxacum hyperoptum G.E.Haglund
- Taraxacum hypimbricans Kirschner & Štěpánek
- Taraxacum hypochaeris Dahlst.
- Taraxacum hypochoeroides G.E.Haglund
- Taraxacum hypocraterimorphum Rail.
- Taraxacum hypopolium Sahlin
- Taraxacum hyrynsalmense Saarsoo
- Taraxacum hystrix Kirschner & Štěpánek

## I
- Đầu
- A
- Ă
- Â
- B
- C
- D
- Đ
- E
- F
- G
- H
- I
- J
- K
- L
- M
- N
- O
- P
- Q
- R
- S
- T
- U
- Ư
- V
- W
- X
- Y
- Z

- Taraxacum iberanthum Sahlin
- Taraxacum ibericum Soest ex Masclans & Batalla
- Taraxacum icterinum Kirschner & Štěpánek
- Taraxacum idiolepium Markl.
- Taraxacum idiomorphum Markl.
- Taraxacum idiosomatum Rail.
- Taraxacum idlomorphoides Rail.
- Taraxacum ignivomum Kirschner & Štěpánek
- Taraxacum ikonnikovii Schischk.
- Taraxacum iliense Kirschner & Štěpánek
- Taraxacum illyricum Dahlst. ex Kirschner & Štěpánek
- Taraxacum imbricatius Kirschner & Štěpánek
- Taraxacum imitans H.Lindb. ex Såltin
- Taraxacum impolitum Rail.
- Taraxacum inaequilobum Pomel
- Taraxacum inane A.J.Richards
- Taraxacum inarmatum M.P.Christ.
- Taraxacum incantatum Štěpánek & Kirschner
- Taraxacum incisiforme Hagend., Soest & Zevenb.
- Taraxacum incisum Oellgaard
- Taraxacum inclinans G.E.Haglund ex Soest
- Taraxacum inclinorum A.J.Richards
- Taraxacum inclusum W.Koch ex Soest
- Taraxacum incomptum Hagend., Soest & Zevenb.
- Taraxacum inconspicuum Soest
- Taraxacum index Sonck
- Taraxacum indicum H.Lindberg.
- Taraxacum indigenum Kirschner & Štěpánek
- Taraxacum indivisum G.E.Haglund
- Taraxacum indulgens Kirschner & Štěpánek
- Taraxacum infestum Hagend., Soest & Zevenb.
- Taraxacum infidulum G.E.Haglund & Saarsoo
- Taraxacum informe G.E.Haglund ex Soest
- Taraxacum infradentatum Sonck
- Taraxacum infucatulum Sahlin
- Taraxacum infumatum G.E.Haglund
- Taraxacum infuscatum H.Øllg.
- Taraxacum ingens Palmgr.
- Taraxacum inimitabile Kirschner & Štěpánek
- Taraxacum inopinatum C.C.Haw.
- Taraxacum inops H.Øllg.
- Taraxacum insigne M.P.Christ. & Wiinst.
- Taraxacum insolitum Kirschner, Sonck & Štěpánek
- Taraxacum insubricum Soest
- Taraxacum insuetum M.P.Christ.
- Taraxacum insularum G.E.Haglund
- Taraxacum integriloboides Soest
- Taraxacum intercedens Markl.
- Taraxacum intermedium Raunk.
- Taraxacum interruptum Dahlst.
- Taraxacum interveniens G.E.Haglund
- Taraxacum intricatum H.Lindb.
- Taraxacum intumescens G.E.Haglund
- Taraxacum inundatum Kirschner & Štěpánek
- Taraxacum investiens Rail.
- Taraxacum invocatum Sonck
- Taraxacum involucratum Dahlst.
- Taraxacum involutum Rail.
- Taraxacum iranicum Soest
- Taraxacum irrigatum Kirschner & Štěpánek
- Taraxacum irritum Saarsoo
- Taraxacum irroratum Kirschner & Štěpánek
- Taraxacum ischnolepis Sahlin
- Taraxacum iseranum Soest
- Taraxacum islandicum Dahlst. ex M.P.Christ.
- Taraxacum isolobum M.P.Christ.
- Taraxacum isophyllum G.E.Haglund
- Taraxacum isthmicola H.Lindb.
- Taraxacum iucundum Štěpánek & Kirschner

## J
- Đầu
- A
- Ă
- Â
- B
- C
- D
- Đ
- E
- F
- G
- H
- I
- J
- K
- L
- M
- N
- O
- P
- Q
- R
- S
- T
- U
- Ư
- V
- W
- X
- Y
- Z

- Taraxacum jacuticum Tzvelev
- Taraxacum jailae Štěpánek & Kirschner
- Taraxacum janalamii Abedin
- Taraxacum janchenii Kirschner & Štěpánek
- Taraxacum japonicum Koidz.
- Taraxacum jaschilkuliense Vainberg
- Taraxacum javanicum Soest
- Taraxacum jemtlandicum Dahlst.
- Taraxacum jugiferum H.Øllg.
- Taraxacum junatovii Tzvelev
- Taraxacum junpeianum Kitam.
- Taraxacum jurassicum Soest
- Taraxacum jurtzevii Tzvelev
- Taraxacum juzepczukii Schischk.

## K
- Đầu
- A
- Ă
- Â
- B
- C
- D
- Đ
- E
- F
- G
- H
- I
- J
- K
- L
- M
- N
- O
- P
- Q
- R
- S
- T
- U
- Ư
- V
- W
- X
- Y
- Z

- Taraxacum kabulense Soest
- Taraxacum kalambakae Sonck
- Taraxacum kalchiainum Soest
- Taraxacum kaletkiniae Vainberg
- Taraxacum kamtchaticum Dahlst.
- Taraxacum karakoricum Soest
- Taraxacum karatavicum Pavlov
- Taraxacum karelicum H.Lindb. & Marklund
- Taraxacum karwendelense Sahlin
- Taraxacum kasachiforme R.Doll
- Taraxacum kasachum R.Doll
- Taraxacum kashmirense Soest
- Taraxacum kaskelenense Kirschner & Štěpánek
- Taraxacum kernianum Soest, Hagend. & Zevenb.
- Taraxacum ketoiense Tatew. & Kitam.
- Taraxacum kezmarkense R.Doll
- Taraxacum khatoonae Abedin
- Taraxacum kimuranum Kitam.
- Taraxacum kirghizicum Schischk.
- Taraxacum kirschneri Aquaro, Caparelli & Peruzzi
- Taraxacum kiushianum H.Koidz.
- Taraxacum kjellmanii Dahlst.
- Taraxacum kjellmaniiforme Soest
- Taraxacum klimesianum Kirschner & Štěpánek
- Taraxacum klingstedtii Sonck
- Taraxacum klopotovii Tzvelev
- Taraxacum koelzii Soest
- Taraxacum kojimae Kitam.
- Taraxacum kok-saghyz Rodin
- Taraxacum kolaense H.Lindb. ex Dahlst.
- Taraxacum kolymense Khokhryakov
- Taraxacum kondariense Vainberg
- Taraxacum korbii Soest
- Taraxacum korjakense Kharkev. & Tzvelev
- Taraxacum korjakorum Kharkev. & Tzvelev
- Taraxacum kornasii Soest
- Taraxacum kotschyi Soest
- Taraxacum kovalevskiae Vainberg
- Taraxacum kozlovii Tzvelev
- Taraxacum kraettlii Soest
- Taraxacum krameriense Sahlin
- Taraxacum krasnikovii M.S.Ivanova
- Taraxacum krasnoborovii Krasnikov
- Taraxacum krylovii Krasnikov & Khanm.
- Taraxacum kupfferi G.E.Haglund
- Taraxacum kurdiciforme G.E.Haglund
- Taraxacum kurdicum Hand.-Mazz. ex Nábělek
- Taraxacum kuusamoense H.Lindb. & Palmgr.
- Taraxacum kuvajevii Tzvelev
- Taraxacum kuzmanovii Štěpánek & Kirschner

## L
- Đầu
- A
- Ă
- Â
- B
- C
- D
- Đ
- E
- F
- G
- H
- I
- J
- K
- L
- M
- N
- O
- P
- Q
- R
- S
- T
- U
- Ư
- V
- W
- X
- Y
- Z

- Taraxacum laceratum (Brenner) Brenner
- Taraxacum lacerifolium G.E.Haglund
- Taraxacum lacerilobatum Saarsoo
- Taraxacum lacertosum Rail.
- Taraxacum lacianense A.Galán & Vicente Orell.
- Taraxacum laciniatulum Sahlin
- Taraxacum laciniatum Martrin-Donos
- Taraxacum laciniosifrons Dahlst. ex Wiinst.
- Taraxacum laciniosum Dahlst.
- Taraxacum lacinulatum Markl.
- Taraxacum lacistophylloides Dahlst.
- Taraxacum lacistophyllum (Dahlst.) Raunk.
- Taraxacum lacistrum Sahlin
- Taraxacum lactucifolium Kirschner & Štěpánek
- Taraxacum lacusculorum Kirschner & Štěpánek
- Taraxacum lacustre Soest
- Taraxacum laetecolorans Lindstr.
- Taraxacum laeticeps G.E.Haglund
- Taraxacum laeticolor Dahlst.
- Taraxacum laetiforme Dahlst.
- Taraxacum laetum Dahlst.
- Taraxacum lagerkrantzii G.E.Haglund
- Taraxacum lahulense Soest
- Taraxacum laiense Soest
- Taraxacum lambinonii Soest
- Taraxacum lamprolepis Kitag.
- Taraxacum lamprophyllum M.P.Christ.
- Taraxacum lancastriense A.J.Richards
- Taraxacum lanceolatisquameum Rail.
- Taraxacum lancidens Hagend., Soest & Zevenb.
- Taraxacum landmarkii Dahlst.
- Taraxacum langeanum Dahlst.
- Taraxacum languidulum Rail.
- Taraxacum languidum Markl.
- Taraxacum lanigerum Soest
- Taraxacum lanjouwii Soest
- Taraxacum larssonii Dahlst.
- Taraxacum lasianthum H.Koidz.
- Taraxacum lasiodasum Soest
- Taraxacum latebracteatum W.Koch ex Soest
- Taraxacum latens H.Øllg.
- Taraxacum latericulum R.Doll
- Taraxacum lateritium Dahlst.
- Taraxacum latibasis Soest
- Taraxacum laticaudatum Rail.
- Taraxacum laticonicum M.P.Christ.
- Taraxacum laticordatum Markl.
- Taraxacum latidens M.P.Christ.
- Taraxacum latifrons M.P.Christ.
- Taraxacum latihastatum M.P.Christ.
- Taraxacum latilobum DC.
- Taraxacum latisectum H.Lindb.
- Taraxacum latissimum Palmgr.
- Taraxacum latulum H.Øllg.
- Taraxacum laudabile H.Øllg. & J.Räsänen
- Taraxacum laurentianum Fernald
- Taraxacum lautellum Björk
- Taraxacum lawalreei Soest
- Taraxacum laxum G.E.Haglund
- Taraxacum lecitodes Dahlst. ex Hagl.
- Taraxacum ledebourii Kirschner & Štěpánek
- Taraxacum lehbertii H.Lindb. ex Pettersson & H.Lindb.
- Taraxacum lenense Tzvelev
- Taraxacum lenkoranense R.Doll
- Taraxacum lentiginosum H.Øllg.
- Taraxacum lentum Kirschner & Štěpánek
- Taraxacum leonardii Soest
- Taraxacum leonicum Soest ex M.Laínz
- Taraxacum leoninum Kirschner & Štěpánek
- Taraxacum leopardinum Štěpánek & Kirschner
- Taraxacum lepidum M.P.Christ.
- Taraxacum leptaleum M.P.Christ.
- Taraxacum leptocarpum Saarsoo
- Taraxacum leptoceras Dahlst.
- Taraxacum leptodon Markl.
- Taraxacum leptoglotte M.P.Christ.
- Taraxacum leptolepis M.P.Christ.
- Taraxacum leptophyllum H.Lindb. ex Såltin
- Taraxacum leptoscelum H.Øllg.
- Taraxacum leroyi Soest
- Taraxacum leucanthum (Ledeb.) Ledeb.
- Taraxacum leucocalymnum G.E.Haglund
- Taraxacum leucocarpum Jurtzev & Tzvelev
- Taraxacum leucocephalum M.P.Christ.
- Taraxacum leucochlorum Soest
- Taraxacum leucoglossum Brenner
- Taraxacum leucopodioides G.E.Haglund ex Soest
- Taraxacum leucopodum G.E.Haglund
- Taraxacum leucospermum Jord.
- Taraxacum leucosquameum Sonck
- Taraxacum leutianum Soest
- Taraxacum lidianum Soest
- Taraxacum ligerinum Sahlin
- Taraxacum lilacinum Krasn. ex Schischk.
- Taraxacum lilianae Aquaro, Caparelli & Peruzzi
- Taraxacum limbatum Dahlst.
- Taraxacum limburgense Hagend., Soest & Zevenb.
- Taraxacum limnanthes G.E.Haglund
- Taraxacum limnophilum Soest
- Taraxacum limnoticum A.J.Richards
- Taraxacum limosicola Kirschner & Štěpánek
- Taraxacum limosum Soest
- Taraxacum linczevskyi Schischk.
- Taraxacum lindstroemii Saarsoo & G.E.Haglund
- Taraxacum lineare Vorosch. & Schaga
- Taraxacum linearilobatum Rail.
- Taraxacum linearisquameum Soest
- Taraxacum linguatiforme Soest
- Taraxacum linguatifrons Markl.
- Taraxacum linguicuspis H.Lindb.
- Taraxacum lingulatum Markl.
- Taraxacum lingulilobum Sonck
- Taraxacum lissocarpum Dahlst.
- Taraxacum litardieri Soest
- Taraxacum litigiosum Kirschner & Štěpánek
- Taraxacum litophyllum De Langhe & Soest
- Taraxacum litorale Raunk.
- Taraxacum livonicum Markl.
- Taraxacum lobbichleri Soest
- Taraxacum lobulatum Brenner
- Taraxacum lofotense G.E.Haglund
- Taraxacum lojoense H.Lindb.
- Taraxacum lonchophyllum M.P.Christ.
- Taraxacum longicarpum Soest
- Taraxacum longicaudatum Rail.
- Taraxacum longiconicum H.Øllg.
- Taraxacum longicorne Dahlst.
- Taraxacum longicuspis Markl.
- Taraxacum longifrons G.E.Haglund
- Taraxacum longihastatum M.P.Christ.
- Taraxacum longipyramidatum Schischk.
- Taraxacum longisagittatum M.P.Christ.
- Taraxacum longisectum G.E.Haglund
- Taraxacum longispinulosum M.P.Christ.
- Taraxacum longisquameum H.Lindb.
- Taraxacum loratum M.P.Christ.
- Taraxacum lucense Arrigoni, Ferretti & Padula
- Taraxacum lucidepedatum Soest
- Taraxacum lucidiforme Hagend., Soest & Zevenb.
- Taraxacum lucidum Dahlst.
- Taraxacum luculentum Rail.
- Taraxacum ludlowii Soest
- Taraxacum ludmilae Kirschner & Štěpánek
- Taraxacum lugubre Dahlst.
- Taraxacum lugubriforme R.Doll
- Taraxacum lunare M.P.Christ.
- Taraxacum lundense H.Øllg. & Wittzell
- Taraxacum lundevallii Rail. & Sonck
- Taraxacum lunglungense Klimeš ex Kirschner & Štěpánek
- Taraxacum lupatiferum Rail.
- Taraxacum luridum G.E.Haglund
- Taraxacum lusitanicum Soest
- Taraxacum luteocucullatum W.Koch ex Soest
- Taraxacum luteodens M.P.Christ.
- Taraxacum luteolum G.E.Haglund ex Soest
- Taraxacum luteoviride M.P.Christ.
- Taraxacum lutescens Dahlst.
- Taraxacum luteum C.C.Haw. & A.J.Richards
- Taraxacum lutheri Såltin
- Taraxacum luxurians M.P.Christ.
- Taraxacum lyperum G.E.Haglund
- Taraxacum lyratum (Ledeb.) DC.

## M
- Đầu
- A
- Ă
- Â
- B
- C
- D
- Đ
- E
- F
- G
- H
- I
- J
- K
- L
- M
- N
- O
- P
- Q
- R
- S
- T
- U
- Ư
- V
- W
- X
- Y
- Z

- Taraxacum macilentum Dahlst.
- Taraxacum macranthoides G.E.Haglund
- Taraxacum macrocarpum H.Perss.
- Taraxacum macrocedens Rail.
- Taraxacum macrocentrum Dahlst.
- Taraxacum macroceras Dahlst.
- Taraxacum macroceratodon H.Øllg.
- Taraxacum macrochlamydeum Kovalevsk.
- Taraxacum macrodon Markl.
- Taraxacum macrolepium Schischk.
- Taraxacum macrolobum Dahlst.
- Taraxacum macromerum M.P.Christ.
- Taraxacum macrophyllarium Rail.
- Taraxacum macrotomum G.E.Haglund
- Taraxacum macula Kirschner & Štěpánek
- Taraxacum maculatum Jord.
- Taraxacum maculigerum H.Lindb.
- Taraxacum maculosum A.J.Richards
- Taraxacum madidum Kirschner & Štěpánek
- Taraxacum maeandriforme Rail.
- Taraxacum magadanicum Tzvelev
- Taraxacum magnesicum Sonck
- Taraxacum magnobliquum Soest
- Taraxacum magnodilatatum Soest
- Taraxacum magnolevigatum W.Koch ex Soest
- Taraxacum magnoligulatum Soest
- Taraxacum magnopyramidophorum Soest
- Taraxacum magnum Korol.
- Taraxacum mailleferi Soest
- Taraxacum majoricense A.Galán & L.Sáez
- Taraxacum majus Schischk.
- Taraxacum malato-belizii Soest
- Taraxacum malowitzum R.Doll
- Taraxacum malyi Soest
- Taraxacum mannoccii Carlesi & Peruzzi
- Taraxacum mansehracum Abedin
- Taraxacum maracandicum Kovalevsk.
- Taraxacum marchionii Soest
- Taraxacum margaritarium Kirschner & Štěpánek
- Taraxacum margettsii C.C.Haw.
- Taraxacum marginatum Dahlst.
- Taraxacum marginellum H.Lindb.
- Taraxacum marginiferum Kirschner & Štěpánek
- Taraxacum mariae J.Marciniuk & P.Marciniuk
- Taraxacum maricum Vašut, Kirschner & Štěpánek
- Taraxacum marklundii Palmgr.
- Taraxacum marmottae Sonck
- Taraxacum maroccanum H.Lindb.
- Taraxacum martellense Soest
- Taraxacum mastigophyllum Kirschner & Štěpánek
- Taraxacum mattmarkense Soest
- Taraxacum mauranthes Markl.
- Taraxacum maurocarpum Dahlst.
- Taraxacum maurocephalum Sonck
- Taraxacum maurophyllum Dahlst.
- Taraxacum maurostigma Markl.
- Taraxacum maurum G.E.Haglund
- Taraxacum mazzettii Soest
- Taraxacum medeense R.Doll
- Taraxacum medioximum Dahlst.
- Taraxacum mediterraneum Soest
- Taraxacum mediterraniforme Soest
- Taraxacum megalocarpum Soest
- Taraxacum megalophyllum G.E.Haglund
- Taraxacum megalosipteron Rail.
- Taraxacum meierottii Štěpánek & Kirschner
- Taraxacum meiseliae Soest
- Taraxacum melancholicum Kirschner & Štěpánek
- Taraxacum melanocephalum M.P.Christ.
- Taraxacum melanops Soest
- Taraxacum melanospilum Štěpánek & Kirschner
- Taraxacum melanostigma H.Lindb.
- Taraxacum melanostylum T.C.E.Fr.
- Taraxacum melanthoides M.P.Christ. & Wiinst.
- Taraxacum melittostylum H.Øllg.
- Taraxacum melleum Soest
- Taraxacum melzerianum Soest
- Taraxacum memorabile Kirschner & Štěpánek
- Taraxacum mendax Kirschner & Štěpánek
- Taraxacum merinoi Soest
- Taraxacum × mesohalobium Kirschner & Štěpánek
- Taraxacum messanense H.Lindb.
- Taraxacum metriocallosum Soest
- Taraxacum mexicanum DC.
- Taraxacum meyeri Sonck
- Taraxacum micans Dahlst. ex G.E.Haglund
- Taraxacum microcarpum H.Lindb.
- Taraxacum microcephaloides Soest
- Taraxacum microcranum Markl.
- Taraxacum microdon Rail.
- Taraxacum microlobum Markl.
- Taraxacum microspermum Schischk.
- Taraxacum miltinum Sahlin
- Taraxacum mimosinum Sahlin
- Taraxacum mimuloides H.Lindb.
- Taraxacum mimulum Dahlst. ex H.Lindb.
- Taraxacum miniatum H.Lindb.
- Taraxacum minimum (V.Brig.) N.Terracc.
- Taraxacum minuticarpum Kirschner & Štěpánek
- Taraxacum minutilobum Popov ex Kovalevsk.
- Taraxacum minutissimum Soest
- Taraxacum mirabile Wagenitz
- Taraxacum mirosquamatum Rail.
- Taraxacum miserum M.P.Christ.
- Taraxacum mitalii Soest
- Taraxacum miyakei Kitam.
- Taraxacum modestum Schischk.
- Taraxacum moldavicum V.Chán, H.Øllg., Štěpánek, Trávn. & Žíla
- Taraxacum molybdinum Dahlst. ex G.E.Haglund
- Taraxacum molybdolepis Dahlst.
- Taraxacum mongolicum Hand.-Mazz.
- Taraxacum mongoliforme R.Doll
- Taraxacum monochlamydeum Hand.-Mazz.
- Taraxacum monochroum G.E.Haglund
- Taraxacum monotropum Sahlin
- Taraxacum montellii H.Lindb. ex Sonck
- Taraxacum montesignum Soest
- Taraxacum montserratii Sahlin
- Taraxacum moriceps G.E.Haglund
- Taraxacum morulum G.E.Haglund ex Soest
- Taraxacum mosciense Dahlst.
- Taraxacum mucronatum H.Lindb.
- Taraxacum mucroniferum M.P.Christ.
- Taraxacum mucronulatum Soest
- Taraxacum mujense Petrochenko
- Taraxacum multicolorans Hagend., Soest & Zevenb.
- Taraxacum multidentatum Soest
- Taraxacum multidenticulatum Soest
- Taraxacum multifidum G.E.Haglund
- Taraxacum multiglossum Mart.Schmid
- Taraxacum multijugum W.Koch ex Soest
- Taraxacum multilaciniatum Arrigoni
- Taraxacum multilepis Kirschner & Štěpánek
- Taraxacum multiscaposum Schischk.
- Taraxacum multisinuatum Kirschner, Sonck & Štěpánek
- Taraxacum mundulum Rail.
- Taraxacum murgabicum Vainberg
- Taraxacum murmanicum N.I.Orlova
- Taraxacum musalae Štěpánek & Kirschner
- Taraxacum musteum Štěpánek & Kirschner
- Taraxacum mutabile Saarsoo
- Taraxacum mutatum Kirschner & Štěpánek

## N
- Đầu
- A
- Ă
- Â
- B
- C
- D
- Đ
- E
- F
- G
- H
- I
- J
- K
- L
- M
- N
- O
- P
- Q
- R
- S
- T
- U
- Ư
- V
- W
- X
- Y
- Z

- Taraxacum naevosiforme Dahlst.
- Taraxacum nagaricum Soest
- Taraxacum nairoense H.Koidz.
- Taraxacum nambuense H.Koidz.
- Taraxacum nanaunii Jurtzev
- Taraxacum nannophyes Rail.
- Taraxacum nanulum Sonck
- Taraxacum nanum Soest
- Taraxacum nasirii Soest
- Taraxacum navacerradense A.J.Richards
- Taraxacum navarrense Sonck
- Taraxacum necessarium H.Øllg.
- Taraxacum nectaristigmatum Rail.
- Taraxacum nematolobum M.P.Christ.
- Taraxacum nemorum G.E.Haglund
- Taraxacum neoaellenii Soest
- Taraxacum neokamtschaticum Vorosch.
- Taraxacum neolobulatum Soest
- Taraxacum neosachalinense H.Koidz.
- Taraxacum neosivaschicum Tzvelev
- Taraxacum neospurium Soest
- Taraxacum nepalense Soest
- Taraxacum neuolobum Soest
- Taraxacum nevadense H.Lindb.
- Taraxacum nevskii Juz.
- Taraxacum nietoi A.J.Richards
- Taraxacum nigrescens H.Øllg.
- Taraxacum nigricans (Kit.) Rchb.
- Taraxacum nigridentatum T.Edm.
- Taraxacum nigritum Soest
- Taraxacum nigrocephalum A.P.Khokhr.
- Taraxacum nigrofructum Kirschner & Štěpánek
- Taraxacum nigrum Soest
- Taraxacum nikolai Vainberg
- Taraxacum nitens G.E.Haglund
- Taraxacum nitidiorum Soest
- Taraxacum nitidum Hagend., Soest & Zevenb.
- Taraxacum nitrophilum G.E.Haglund
- Taraxacum nivale Lange ex Kihlm.
- Taraxacum niveum Kirschner & Štěpánek
- Taraxacum nobile Kirschner & Štěpánek
- Taraxacum nordhagenii G.E.Haglund
- Taraxacum nordstedtii Dahlst.
- Taraxacum norvegicum (Dahlst.) Dahlst.
- Taraxacum notabile H.Øllg.
- Taraxacum noterophilum Kirschner, Sonck & Štěpánek
- Taraxacum nothum Hagend., Soest & Zevenb.
- Taraxacum novae-zemliae Holmboe
- Taraxacum novoburgense Soest
- Taraxacum nubilum Hagend., Soest & Zevenb.
- Taraxacum nudiscaposum Vorosch.
- Taraxacum nudum Soest
- Taraxacum nuratavicum Schischk.
- Taraxacum nutans Dahlst.
- Taraxacum nylandicum Sonck & H.Øllg.

## O
- Đầu
- A
- Ă
- Â
- B
- C
- D
- Đ
- E
- F
- G
- H
- I
- J
- K
- L
- M
- N
- O
- P
- Q
- R
- S
- T
- U
- Ư
- V
- W
- X
- Y
- Z

- Taraxacum obitsiense Sahlin
- Taraxacum obliquiforme Rail.
- Taraxacum obliquilobum Dahlst.
- Taraxacum obliquum Dahlst.
- Taraxacum oblongatum Dahlst.
- Taraxacum obnubilum Puol.
- Taraxacum obnuptum Lundev. & H.Øllg.
- Taraxacum obovatifolium Soest
- Taraxacum obovatifrons M.P.Christ.
- Taraxacum obovatum (Willd.) DC.
- Taraxacum obscuratum Dahlst.
- Taraxacum obscurum Štěpánek & Kirschner
- Taraxacum obtextum Rail.
- Taraxacum obtusatum Dahlst.
- Taraxacum obtusifrons Markl.
- Taraxacum obtusilobum Dahlst.
- Taraxacum obtusiusculum H.Lindb.
- Taraxacum obtusulum H.Lindb.
- Taraxacum obtusum (Soest) R.Doll
- Taraxacum obuncum Kirschner & Štěpánek
- Taraxacum occidentale Dahlst.
- Taraxacum occultum Kirschner & Štěpánek
- Taraxacum ochotense Vorosch.
- Taraxacum ochraceistigmatum Rail.
- Taraxacum ochrocarpum (Soest) J.-M.Tison
- Taraxacum ochrochloroides Rail.
- Taraxacum ochrochlorum G.E.Haglund
- Taraxacum ochrospermum Soest
- Taraxacum oddense Lundev.
- Taraxacum odibile Kirschner & Štěpánek
- Taraxacum odiosum Kirschner & Štěpánek
- Taraxacum oelandicum (G.E.Haglund) H.Øllg.
- Taraxacum oellgaardii C.C.Haw.
- Taraxacum ohirense S.Watan. & Morita
- Taraxacum ohlsenii G.E.Haglund
- Taraxacum ohritense Sonck
- Taraxacum oinopolepis Dahlst.
- Taraxacum oinopopodum Sahlin
- Taraxacum oistophorum Markl.
- Taraxacum olgae A.J.Richards
- Taraxacum oliganthum Hand.-Mazz.
- Taraxacum oligolobatum Sahlin
- Taraxacum oligophyllum Brenner
- Taraxacum olitorium G.E.Haglund
- Taraxacum olivaceoides Soest
- Taraxacum olivaceum Soest
- Taraxacum olympicola Sonck
- Taraxacum olympophilum Sonck
- Taraxacum omissum G.E.Haglund
- Taraxacum onychodontum Dahlst.
- Taraxacum ooststroomii Soest
- Taraxacum opaciforme Dahlst. ex G.E.Haglund
- Taraxacum opacum (Dahlst.) Dahlst.
- Taraxacum opeatolobum Dahlst.
- Taraxacum opertum H.Øllg.
- Taraxacum oplilobum Soest
- Taraxacum oppidanum Sonck
- Taraxacum optimae Aquaro, Caparelli & Peruzzi
- Taraxacum opulens Rail.
- Taraxacum opulentiforme Sahlin
- Taraxacum orbicans G.E.Haglund
- Taraxacum orcadense Dahlst.
- Taraxacum ordinatum Hagend., Soest & Zevenb.
- Taraxacum oreades Štěpánek & Kirschner
- Taraxacum oreinicola Soest
- Taraxacum oreinopsis G.E.Haglund ex Sonck
- Taraxacum oreinum G.E.Haglund
- Taraxacum oreophilum G.E.Haglund
- Taraxacum orientale Kirschner & Štěpánek
- Taraxacum orientali-atratum Kirschner & Štěpánek
- Taraxacum ornatum G.E.Haglund
- Taraxacum ossiclivosum J.Räsänen
- Taraxacum ostenfeldii Raunk.
- Taraxacum ostrinum M.P.Christ.
- Taraxacum otagirianum Koidz. ex Kitam.
- Taraxacum ottonis Uhlemann
- Taraxacum ovatum Kirschner & Štěpánek
- Taraxacum ovcinnikovii Vainberg
- Taraxacum ovillum H.Øllg.
- Taraxacum oxycentrum Markl.
- Taraxacum oxyglotte M.P.Christ.
- Taraxacum oxylobium Brenner
- Taraxacum oxyonchum Rail.
- Taraxacum oxyphoreum M.P.Christ.
- Taraxacum oxyrhinum Sahlin

## P
- Đầu
- A
- Ă
- Â
- B
- C
- D
- Đ
- E
- F
- G
- H
- I
- J
- K
- L
- M
- N
- O
- P
- Q
- R
- S
- T
- U
- Ư
- V
- W
- X
- Y
- Z

- Taraxacum pacheri Sch.Bip.
- Taraxacum pachylobum Dahlst.
- Taraxacum pachymeroides Hagend., Soest & Zevenb.
- Taraxacum pachymerum G.E.Haglund
- Taraxacum pachypodum H.Lindb.
- Taraxacum pakistanicum Soest
- Taraxacum pallens H.Lindb. ex Pettersson & H.Lindb.
- Taraxacum pallescens Dahlst.
- Taraxacum pallescentiforme Soest
- Taraxacum pallidilateritium M.P.Christ.
- Taraxacum pallidipapposum Soest
- Taraxacum pallidipes Markl.
- Taraxacum pallidisquameum Soest
- Taraxacum pallidissimum Soest
- Taraxacum pallidulum H.Lindb.
- Taraxacum pallidum Kirschner & Štěpánek
- Taraxacum palmeri W.Scott & T.C.G.Rich
- Taraxacum palmgrenii H.Øllg.
- Taraxacum palpitans Kirschner & Štěpánek
- Taraxacum paludem-ornans Kirschner & Štěpánek
- Taraxacum paludosiforme R.Doll
- Taraxacum paludosum (Scop.) Crépin
- Taraxacum palustre (Lyons) Symons
- Taraxacum palustrisquameum A.J.Richards
- Taraxacum palvae Rail.
- Taraxacum panalpinum Soest
- Taraxacum pandum Štěpánek & Kirschner
- Taraxacum panhellenicum Sonck
- Taraxacum pankhurstianum A.J.Richards & Ferguson-Smyth
- Taraxacum pannonicum Sonck & Soest
- Taraxacum pannucium Dahlst.
- Taraxacum pannulatiforme Dahlst.
- Taraxacum pannulatum Dahlst.
- Taraxacum panoplum Sahlin
- Taraxacum papposum R.Doll
- Taraxacum paradoxachrum Soest
- Taraxacum parallelum Kirschner & Štěpánek
- Taraxacum parasemum G.E.Haglund & Saarsoo
- Taraxacum parciflorum Brenner
- Taraxacum pardinum M.P.Christ.
- Taraxacum parile M.P.Christ.
- Taraxacum parnassicum Dahlst.
- Taraxacum parsennense Soest
- Taraxacum parvilobum Dahlst.
- Taraxacum parvuliforme Soest
- Taraxacum parvulum DC.
- Taraxacum pastiniferum Rail.
- Taraxacum pastorum Štěpánek & Kirschner
- Taraxacum patagiferum Rail.
- Taraxacum patagonicum Uhlemann
- Taraxacum patens (Dahlst.) Dahlst.
- Taraxacum pateriforme Rail.
- Taraxacum patibuliferum Rail.
- Taraxacum patiens Kirschner & Štěpánek
- Taraxacum paucidentatiforme Soest
- Taraxacum paucidentatum Soest
- Taraxacum paucijugum Markl.
- Taraxacum paucilacerum Saarsoo
- Taraxacum paucilobum Hudziok
- Taraxacum pauckertianum Hudziok
- Taraxacum paullum Rail.
- Taraxacum pavlovii Orazova
- Taraxacum pawlodarskum R.Doll
- Taraxacum pawlowskii Soest
- Taraxacum peccator Kirschner & Štěpánek
- Taraxacum pectinatiforme H.Lindb.
- Taraxacum pectinatum Kitam.
- Taraxacum pedemontanum Soest
- Taraxacum pedrottii Soest
- Taraxacum peliogoniatum Sahlin
- Taraxacum penelobum Sahlin
- Taraxacum penicilliforme H.Lindb.
- Taraxacum penyalarense A.Galán, E.Linares & Vicente Orell.
- Taraxacum peraccommodatum Rail.
- Taraxacum peralatum Soest
- Taraxacum peramplum Rail.
- Taraxacum perattenuatum H.Lindb.
- Taraxacum percurvatum Kirschner & Štěpánek
- Taraxacum perdeflexum G.E.Haglund
- Taraxacum perdevexum M.P.Christ.
- Taraxacum peregrinum G.E.Haglund & Soest
- Taraxacum perenne Kirschner & Štěpánek
- Taraxacum perfiljevii N.I.Orlova
- Taraxacum perfissum Soest
- Taraxacum pergracile M.P.Christ.
- Taraxacum perincisum (Rigo ex Murr) Murr
- Taraxacum perlatescens Dahlst.
- Taraxacum perminiatum Soest
- Taraxacum perplexans Kirschner & Štěpánek
- Taraxacum perpusillum Schischk.
- Taraxacum perrigidum Sonck
- Taraxacum persicum Soest
- Taraxacum persimile Dahlst.
- Taraxacum persquamulosum Kirschner & Štěpánek
- Taraxacum perssonii Plaglund ex Sahlin & Soest
- Taraxacum pertenue Kirschner & Štěpánek
- Taraxacum pervalidum Rail.
- Taraxacum petiolulatum (Huter) Soest
- Taraxacum petri-primi Vainberg
- Taraxacum petrovskyi Tzvelev
- Taraxacum petterssonii Markl.
- Taraxacum phalarocephalum G.E.Haglund
- Taraxacum phaleratum G.E.Haglund
- Taraxacum philokalos Kirschner & Štěpánek
- Taraxacum phitosii Soest
- Taraxacum phoenicolepis Soest
- Taraxacum pholidocarpum Dahlst.
- Taraxacum phymatocarpum J.Vahl
- Taraxacum picatidens Markl.
- Taraxacum piceaticeps Dahlst.
- Taraxacum piceatiforme Soest
- Taraxacum piceatifrons Sahlin
- Taraxacum piceatum Dahlst.
- Taraxacum piceipictum Sahlin
- Taraxacum pictidum Rail.
- Taraxacum pictum Štěpánek & Kirschner
- Taraxacum pieninicum Pawł.
- Taraxacum pietii-oosterveldii H.Øllg.
- Taraxacum pilatense Soest
- Taraxacum pilicatum Soest
- Taraxacum pilosella Lundev. & H.Øllg.
- Taraxacum pilosum Döll
- Taraxacum piluliferum G.E.Haglund ex Soest
- Taraxacum pindicola (Bald.) Hand.-Mazz.
- Taraxacum pindicum Kirschner & Štěpánek
- Taraxacum pingue Schischk.
- Taraxacum pinnatifidum Soest
- Taraxacum pinto-silvae Soest
- Taraxacum pirinicum Štěpánek & Kirschner
- Taraxacum pittochromatum Sahlin
- Taraxacum placibile G.E.Haglund
- Taraxacum placidum A.J.Richards
- Taraxacum planifrons M.P.Christ.
- Taraxacum planoides Hagend., Soest & Zevenb.
- Taraxacum planum Raunk.
- Taraxacum platycarpum Dahlst.
- Taraxacum platycranum Dahlst.
- Taraxacum platyglossum Raunk.
- Taraxacum platylepium Dahlst.
- Taraxacum platylobum Dahlst.
- Taraxacum platypecidum Diels
- Taraxacum platyphyllinum Rail.
- Taraxacum platyphyllum Dahlst. ex G.E.Haglund
- Taraxacum pleniceps Markl.
- Taraxacum plicatiangulatum Rail.
- Taraxacum plicatifrons Saarsoo
- Taraxacum plicatulum Soest
- Taraxacum ploegii Hagend., Soest & Zevenb.
- Taraxacum plovdivense R.Doll
- Taraxacum plumbeum Dahlst.
- Taraxacum podlachiacum H.Øllg.
- Taraxacum podlechianum Sahlin
- Taraxacum poecilostictum G.E.Haglund
- Taraxacum pohlii Soest
- Taraxacum polatschekii Soest
- Taraxacum poliochloroides R.Doll
- Taraxacum poliochlorum Dahlst.
- Taraxacum poliomelanum G.E.Haglund
- Taraxacum poliophytum G.E.Haglund
- Taraxacum polium Dahlst.
- Taraxacum pollichii Soest
- Taraxacum pollinense Aquaro, Caparelli & Peruzzi
- Taraxacum polonicum Małecka & Soest
- Taraxacum polozhiae Kurbatski
- Taraxacum polycercum Sahlin
- Taraxacum polyhamatum H.Øllg.
- Taraxacum polyodon Dahlst.
- Taraxacum polyschistum Dahlst.
- Taraxacum polytomum Saarsoo
- Taraxacum polyxanthum Dahlst.
- Taraxacum pomelianum Dobignard
- Taraxacum pomposum Štěpánek & Kirschner
- Taraxacum poodes Sahlin
- Taraxacum popovii Kovalevsk. ex Vainberg
- Taraxacum porcellisinus Sonck & H.Øllg.
- Taraxacum porphyranthum Boiss.
- Taraxacum porrectidens Dahlst.
- Taraxacum porrigens Markl. ex Puol.
- Taraxacum porrigentilobatum Rail.
- Taraxacum portentosum Kirschner & Štěpánek
- Taraxacum porteri C.C.Haw.
- Taraxacum pospelovii Tzvelev & E.B.Pospelova
- Taraxacum potaninii Tzvelev
- Taraxacum potor Kirschner & Štěpánek
- Taraxacum praecox Puol.
- Taraxacum praegracilens Sonck
- Taraxacum praeradians Dahlst.
- Taraxacum praeradiantifrons Dahlst.
- Taraxacum praesigne Sahlin
- Taraxacum praestabile Rail.
- Taraxacum praestans H.Lindb.
- Taraxacum praetervisum Kirschner & Štěpánek
- Taraxacum praeticum Soest
- Taraxacum prasinescens G.E.Haglund
- Taraxacum prasinum Sahlin
- Taraxacum praterense Sahlin
- Taraxacum prati-lucense Arrigoni
- Taraxacum praticola Dahlst.
- Taraxacum pravicentrum M.P.Christ.
- Taraxacum pravum M.P.Christ.
- Taraxacum prilipkoi Czerep.
- Taraxacum primigenium Hand.-Mazz.
- Taraxacum princeps Vašut & Trávn.
- Taraxacum prionum Hagend., Soest & Zevenb.
- Taraxacum privum Dahlst.
- Taraxacum procerisquameum H.Øllg.
- Taraxacum procerum G.E.Haglund
- Taraxacum proclinatum Rail.
- Taraxacum prominens Markl.
- Taraxacum pronilobum H.Øllg.
- Taraxacum propinquum G.E.Haglund
- Taraxacum proruptum Rail.
- Taraxacum proteranthium Rail.
- Taraxacum protervum Sonck
- Taraxacum protractifolium G.E.Haglund
- Taraxacum protuberans Kirschner & Štěpánek
- Taraxacum providens Soest
- Taraxacum proximiforme Soest
- Taraxacum proximum (Dahlst.) Dahlst.
- Taraxacum pruinatum M.P.Christ.
- Taraxacum przevalskii Tzvelev
- Taraxacum psammophilum (G.E.Haglund) Saarsoo
- Taraxacum pseudacrolobum Hagend., Soest & Zevenb.
- Taraxacum pseudelongatum Soest
- Taraxacum pseudoalaskanum Jurtzev
- Taraxacum pseudoalpestre Štěpánek & Kirschner
- Taraxacum pseudoatratum Orazova
- Taraxacum pseudobalticum Soest
- Taraxacum pseudobicorne Soest
- Taraxacum pseudobithynicum Gürdal, Štěpánek, Zeisek, Kirschner & Özhatay
- Taraxacum pseudoboreigenum Soest
- Taraxacum pseudobrachyglossum Soest
- Taraxacum pseudobrevirostre Vainberg
- Taraxacum pseudobulgaricum Štěpánek & Kirschner
- Taraxacum pseudocalanthodium Kirschner & Štěpánek
- Taraxacum pseudocalocephalum Soest
- Taraxacum pseudocastaneum Soest
- Taraxacum pseudodilatatum Soest
- Taraxacum pseudodissimile Soest
- Taraxacum pseudodunense Soest
- Taraxacum pseudoeriopodum Soest
- Taraxacum pseudoglabrum Dahlst.
- Taraxacum pseudogracilens R.Doll
- Taraxacum pseudohabile K.Jung, Meierott & Sackwitz
- Taraxacum pseudohamatum Dahlst.
- Taraxacum pseudohirtellum Dahlst. ex G.E.Haglund
- Taraxacum pseudohoppeanum Kirschner & Štěpánek
- Taraxacum pseudokuluense Kirschner & Štěpánek
- Taraxacum pseudolandmarkii Franco & Rocha Afonso
- Taraxacum pseudolarssonii A.J.Richards
- Taraxacum pseudolaxum R.Doll
- Taraxacum pseudoleucanthum Soest
- Taraxacum pseudolilacinum Kirschner & Štěpánek
- Taraxacum pseudolobulatum R.Doll
- Taraxacum pseudolugubre R.Doll
- Taraxacum pseudomarklundii Soest
- Taraxacum pseudominutilobum Kovalevsk.
- Taraxacum pseudomurbeckianum Tzvelev
- Taraxacum pseudonigricans Hand.-Mazz.
- Taraxacum pseudonivale Malyschev
- Taraxacum pseudonordstedtii A.J.Richards
- Taraxacum pseudonutans Kirschner & Štěpánek
- Taraxacum pseudopalustre Murr
- Taraxacum pseudopaucilobum Kirschner & Štěpánek
- Taraxacum pseudophaleratum R.Doll
- Taraxacum pseudoplatylepium Jurtzev
- Taraxacum pseudoporphyranthum Kirschner & Štěpánek
- Taraxacum pseudoporrigens Sonck
- Taraxacum pseudopraecox Kirschner & Štěpánek
- Taraxacum pseudoproximum Soest
- Taraxacum pseudopulchrum Kirschner & Štěpánek
- Taraxacum pseudopyrenaicum Soest
- Taraxacum pseudorecognitum Štěpánek & Kirschner
- Taraxacum pseudorecurvum Soest
- Taraxacum pseudoretroflexum M.P.Christ.
- Taraxacum pseudoroseum Schischk.
- Taraxacum pseudosilesiacum R.Doll
- Taraxacum pseudosplendens Štěpánek & Kirschner
- Taraxacum pseudostenoceras Soest
- Taraxacum pseudostenolepium Soest
- Taraxacum pseudostenoschistum G.E.Haglund
- Taraxacum pseudostevenii Soest
- Taraxacum pseudosuecicum Kirschner & Štěpánek
- Taraxacum pseudosumneviczii Kirschner & Štěpánek
- Taraxacum pseudotenebristylum Soest
- Taraxacum pseudotianschanicum R.Doll
- Taraxacum pterygoideum Rail.
- Taraxacum ptilotoides Sahlin
- Taraxacum pubens Soest
- Taraxacum puberulum G.E.Haglund
- Taraxacum pubescens Fr.
- Taraxacum pubicaule Soest
- Taraxacum pudicum Vašut & Majeský
- Taraxacum pudilii Štěpánek & Kirschner
- Taraxacum pugioniferum Björk
- Taraxacum pugiunculum Rail.
- Taraxacum pulchellum Kirschner & Štěpánek
- Taraxacum pulcherrimum H.Lindb.
- Taraxacum pulchricurvum Back
- Taraxacum pulchriflos Klimeš ex Kirschner & Štěpánek
- Taraxacum pulchrifolium Markl.
- Taraxacum pullocarpum Soest
- Taraxacum pullum Markl. ex Puol.
- Taraxacum pulverulentum H.Øllg.
- Taraxacum puniceum Sahlin
- Taraxacum puolannei Markl. ex Puol.
- Taraxacum purpurei-petiolatum Soest
- Taraxacum purpureocornutum Soest
- Taraxacum purpureomarginatum Soest
- Taraxacum purpureum Raunk.
- Taraxacum purpuridens Dahlst.
- Taraxacum putidiusculum Rail.
- Taraxacum putum Såltin
- Taraxacum pycnocarpum G.E.Haglund
- Taraxacum pycnocedens Rail.
- Taraxacum pycnodon Brenner
- Taraxacum pycnoforme Rail.
- Taraxacum pycnolobum Dahlst.
- Taraxacum pycnoschistum Dahlst.
- Taraxacum pycnostictum M.P.Christ.
- Taraxacum pyrenaicum Reut.
- Taraxacum pyrochroma Soest
- Taraxacum pyropappum Boiss. & Reut.
- Taraxacum pyroporum Soest
- Taraxacum pyrranthes Sonck & Soest

## Q
- Đầu
- A
- Ă
- Â
- B
- C
- D
- Đ
- E
- F
- G
- H
- I
- J
- K
- L
- M
- N
- O
- P
- Q
- R
- S
- T
- U
- Ư
- V
- W
- X
- Y
- Z

- Taraxacum qaiseri Abedin
- Taraxacum qirae D.T.Zhai & C.H.An
- Taraxacum quadrangulum Rail.
- Taraxacum quadrans H.Øllg.
- Taraxacum quaesitum Kirschner & Štěpánek
- Taraxacum quettacum Abedin

## R
- Đầu
- A
- Ă
- Â
- B
- C
- D
- Đ
- E
- F
- G
- H
- I
- J
- K
- L
- M
- N
- O
- P
- Q
- R
- S
- T
- U
- Ư
- V
- W
- X
- Y
- Z

- Taraxacum radens Sonck
- Taraxacum radinum Sonck
- Taraxacum radiosum Dahlst.
- Taraxacum radmilae Štěpánek & Kirschner
- Taraxacum ragnar-baeckii Rail.
- Taraxacum raii (Gouan) Gray
- Taraxacum raikoviae Vainberg
- Taraxacum railonsalae G.E.Haglund & Saarsoo
- Taraxacum ranarium Kirschner & Štěpánek
- Taraxacum rangiferinum Sonck & H.Øllg.
- Taraxacum ranunculus Kirschner & Štěpánek
- Taraxacum rasuloviae Vainberg
- Taraxacum recessum Hagend., Soest & Zevenb.
- Taraxacum reclinatum M.P.Christ.
- Taraxacum recognitum Štěpánek & Kirschner
- Taraxacum recurvidens Dahlst.
- Taraxacum recurvum Dahlst.
- Taraxacum refectum Sonck
- Taraxacum reflectens Dahlst.
- Taraxacum reichenbachii (Huter) Dahlst.
- Taraxacum reichlingii Soest
- Taraxacum reinthalii Markl.
- Taraxacum remanens G.E.Haglund
- Taraxacum remanentilobum Soest
- Taraxacum remotilobum Dahlst.
- Taraxacum renosense Soest
- Taraxacum reophilum Soest
- Taraxacum repandum Pavlov
- Taraxacum repletum Dahlst.
- Taraxacum replicatum Hagend., Soest & Zevenb.
- Taraxacum resectum Rail.
- Taraxacum respersum Sonck
- Taraxacum retortum Soest
- Taraxacum retroflexum H.Lindb.
- Taraxacum retroversum Dahlst.
- Taraxacum retzii Soest
- Taraxacum revalense H.Lindb. ex Eklund
- Taraxacum revertitans Greuter
- Taraxacum revolutum G.E.Haglund
- Taraxacum rhaeticum Soest
- Taraxacum rhamphodes G.E.Haglund
- Taraxacum rhodocarpum Dahlst.
- Taraxacum rhodolepis Dahlst.
- Taraxacum rhodoneuron Dahlst.
- Taraxacum rhodopaeum Štěpánek & Kirschner
- Taraxacum rhodopodum M.P.Christ. & Wiinst.
- Taraxacum rhomboideum M.P.Christ.
- Taraxacum rhusiolepium Markl. ex H.Øllg. & J.Räsänen
- Taraxacum ribii D.P.Petit
- Taraxacum richardsianum C.C.Haw.
- Taraxacum rigens Hagend., Soest & Zevenb.
- Taraxacum rigescens Sonck
- Taraxacum rigidifolium Sonck
- Taraxacum rigidipes Sonck
- Taraxacum rigidum Soest
- Taraxacum riparium Štěpánek, Kirschner, P.Kirchm. & Meierott
- Taraxacum rivale R.Doll
- Taraxacum rivulare Soest
- Taraxacum rizaense R.Doll
- Taraxacum roborovskyi Tzvelev
- Taraxacum robustiosum Rail.
- Taraxacum robustisquameum Rail.
- Taraxacum ronae Margetts
- Taraxacum rorippa Soest
- Taraxacum roseiflos Kirschner & Štěpánek
- Taraxacum roseocarpum Soest
- Taraxacum roseoflavescens Tzvelev
- Taraxacum roseolepis Soest
- Taraxacum roseolum Kirschner & Štěpánek
- Taraxacum roseopedatum Soest
- Taraxacum roseopes K.Jung, Meierott & Sackwitz
- Taraxacum roseum Bornm. ex Hand.-Mazz.
- Taraxacum rostochiensis R.Doll
- Taraxacum rotundatum Markl.
- Taraxacum rubellum M.P.Christ.
- Taraxacum ruberuliforme Soest
- Taraxacum ruberulum Dahlst. & Borgv.
- Taraxacum rubicundum (Dahlst.) Dahlst.
- Taraxacum rubidipes G.E.Haglund
- Taraxacum rubidum Schischk.
- Taraxacum rubifolium Rasmussen
- Taraxacum rubiginans Dahlst.
- Taraxacum rubiginosum Dahlst.
- Taraxacum rubricatum Štěpánek & Kirschner
- Taraxacum rubrisquameum M.P.Christ.
- Taraxacum rubro-lineatum H.Lindb.
- Taraxacum rufinervosum Soest
- Taraxacum rufocarpoides Soest
- Taraxacum rufocarpum Soest
- Taraxacum rufofructum A.J.Richards
- Taraxacum rufonerve Soest
- Taraxacum rufulum Soest
- Taraxacum rufum Dahlst.
- Taraxacum rumelicum Štěpánek & Kirschner
- Taraxacum rupicaprae Štěpánek & Kirschner
- Taraxacum rupicola Yıldırım
- Taraxacum ruptifolium H.Øllg.
- Taraxacum russum Kirschner & Štěpánek
- Taraxacum rutilum Kirschner & Štěpánek

## S
- Đầu
- A
- Ă
- Â
- B
- C
- D
- Đ
- E
- F
- G
- H
- I
- J
- K
- L
- M
- N
- O
- P
- Q
- R
- S
- T
- U
- Ư
- V
- W
- X
- Y
- Z

- Taraxacum saarsooanum G.E.Haglund
- Taraxacum saasense Soest
- Taraxacum sabaudum Soest
- Taraxacum sacrificatum Sonck
- Taraxacum saetigerum Saarsoo
- Taraxacum saevum Štěpánek & Kirschner
- Taraxacum sagittifolium H.Lindb.
- Taraxacum sagittifrons M.P.Christ.
- Taraxacum sagittilobum W.Koch ex Soest
- Taraxacum sagittipotens Dahlst. & Ohlsén
- Taraxacum sahlinianum Dudman & A.J.Richards
- Taraxacum sahlinii Rail.
- Taraxacum sajanense Krasnikov
- Taraxacum salonikiense Sonck
- Taraxacum salsitatis Kirschner, Štěpánek & Yıld.
- Taraxacum salsum Kirschner & Štěpánek
- Taraxacum salutator Štěpánek & Kirschner
- Taraxacum samicum Sonck & H.Øllg.
- Taraxacum samuelssonii Dahlst. ex Soest
- Taraxacum sandomiriense Wolanin
- Taraxacum sangilense Krasnob. & Khanm.
- Taraxacum sanguineum Markl.
- Taraxacum sanguinicolor Saarsoo
- Taraxacum santandricum Soest
- Taraxacum saphycraspedum Saarsoo & G.E.Haglund
- Taraxacum saposhnikovii Schischk.
- Taraxacum sarcidanum Arrigoni
- Taraxacum sarcophyllum Dahlst.
- Taraxacum sardomontanum Arrigoni
- Taraxacum sasaense Soest
- Taraxacum saturatum Rail.
- Taraxacum saxenii Markl.
- Taraxacum saxonicum Uhlemann
- Taraxacum scalare H.Øllg. & J.Räsänen
- Taraxacum scalariferum Kirschner & Štěpánek
- Taraxacum scalenum M.P.Christ.
- Taraxacum scalifolium Hagend., Oosterv. & Zevenb.
- Taraxacum scaliforme W.Koch ex Soest
- Taraxacum scariosum (Tausch) Kirschner & Štěpánek
- Taraxacum scaturiginosum G.E.Haglund
- Taraxacum schelkovnikovii Schischk.
- Taraxacum schischkinii Korol.
- Taraxacum schlobarum R.Doll
- Taraxacum schmidianum Sahlin
- Taraxacum schroeterianum Hand.-Mazz.
- Taraxacum schugnanicum Schischk.
- Taraxacum scintillatum Rail.
- Taraxacum scololobum G.E.Haglund
- Taraxacum scolopendriforme R.Doll
- Taraxacum scolopendrinum Heldr. ex Dahlst.
- Taraxacum scopulorum (A.Gray) Rydb.
- Taraxacum scoticum A.J.Richards
- Taraxacum scotiniforme Dahlst. ex G.E.Haglund
- Taraxacum scotinum Dahlst.
- Taraxacum scotocranum G.E.Haglund
- Taraxacum scotodes Dahlst.
- Taraxacum scotolepidiforme M.P.Christ.
- Taraxacum scotolepis Dahlst.
- Taraxacum scotophyllum Saarsoo
- Taraxacum sect. Taraxacum F.H.Wigg.
- Taraxacum sectum G.Wendt & H.Øllg.
- Taraxacum sedulum Kirschner & Štěpánek
- Taraxacum selanderi G.E.Haglund
- Taraxacum selengensis Tzvelev
- Taraxacum selenodon M.P.Christ.
- Taraxacum selenoides Sahlin
- Taraxacum selenolobum M.P.Christ.
- Taraxacum sellandii Dahlst.
- Taraxacum semicurvatum H.Øllg.
- Taraxacum semiglobosum H.Lindb.
- Taraxacum semilunare Saarsoo
- Taraxacum semireductum Rail.
- Taraxacum semisagittatum Rail.
- Taraxacum semitubulosum Jurtzev
- Taraxacum semiundulatum Rail.
- Taraxacum senile Soest
- Taraxacum senjavinensis Jurtzev & Tzvelev
- Taraxacum septentrionale Dahlst.
- Taraxacum seravschanicum Schischk.
- Taraxacum serenum Štěpánek & Kirschner
- Taraxacum serotinum (Waldst. & Kit.) Poir.
- Taraxacum serpenticola A.J.Richards
- Taraxacum serpentinum Soest
- Taraxacum serratidentatum G.E.Haglund & Rail.
- Taraxacum serratifrons Florstr.
- Taraxacum serrulatum Rail.
- Taraxacum sertatum Kirschner, H.Øllg. & Štěpánek
- Taraxacum severum M.P.Christ.
- Taraxacum sherriffii Soest
- Taraxacum shetlandicum Dahlst.
- Taraxacum shikotanense Kitam.
- Taraxacum shirakium R.Doll
- Taraxacum shqipericum Sonck
- Taraxacum shumushuense Kitam.
- Taraxacum sibiricum Dahlst.
- Taraxacum siculum Soest
- Taraxacum sieheaniforme R.Doll
- Taraxacum sieheanum Soest
- Taraxacum sigillatum Rail.
- Taraxacum sigmoideum M.P.Christ.
- Taraxacum sikkimense Hand.-Mazz.
- Taraxacum silvicola Soest
- Taraxacum silvrettense Soest
- Taraxacum simile Raunk.
- Taraxacum simplex Björk
- Taraxacum simplicifolium G.E.Haglund
- Taraxacum simpliciusculum Soest
- Taraxacum simulans Kirschner & Štěpánek
- Taraxacum simulum Brenner
- Taraxacum sinensiforme Kirschner & Štěpánek
- Taraxacum singulare Brenner
- Taraxacum sinicum Kitag.
- Taraxacum sinotianschanicum Tzvelev
- Taraxacum sintenisii Dahlst.
- Taraxacum sinuatum Dahlst.
- Taraxacum sinulosum Rail.
- Taraxacum sinus-avis J.Räsänen
- Taraxacum siphonanthum X.D.Sun, X.J.Ge, Kirschner & Štěpánek
- Taraxacum siticulosum Štěpánek & Kirschner
- Taraxacum sitnjakovense R.Doll
- Taraxacum skalinskanum Małecka & Soest
- Taraxacum skalnatense R.Doll
- Taraxacum skanderbegii Sonck
- Taraxacum slovacum Klášt.
- Taraxacum smirnovii M.S.Ivanova
- Taraxacum soczavae Tzvelev
- Taraxacum solenanthinum Sahlin
- Taraxacum solidum Rail.
- Taraxacum solitarium Kirschner & Štěpánek
- Taraxacum sonchoides (D.Don) Sch.Bip.
- Taraxacum sonckii G.E.Haglund ex Sahlin
- Taraxacum songoricum Schischk.
- Taraxacum sophiae Kirschner & Štěpánek
- Taraxacum sordidepapposum Soest
- Taraxacum sordidulum Sonck
- Taraxacum sordidum Kirschner & Štěpánek
- Taraxacum spadiceum Kirschner & Štěpánek
- Taraxacum sparsidens G.E.Haglund ex Soest
- Taraxacum sparsum Štěpánek, Zámečník & Kirschner
- Taraxacum speciosiflorum M.P.Christ.
- Taraxacum speciosum Raunk.
- Taraxacum spectabile Dahlst.
- Taraxacum spetanum Štěpánek & Kirschner
- Taraxacum sphaeroidale H.Øllg.
- Taraxacum sphaeroides Dahlst.
- Taraxacum sphenolobum G.E.Haglund
- Taraxacum spiculatum M.P.Christ.
- Taraxacum spiculiforme M.P.Christ.
- Taraxacum spiculigerum Rail.
- Taraxacum spilophylloides Dahlst.
- Taraxacum spilophyllum Dahlst.
- Taraxacum spilosum Sonck
- Taraxacum spissum H.Øllg. & J.Räsänen
- Taraxacum spiticum Soest
- Taraxacum splendens Štěpánek & Kirschner
- Taraxacum splendidum G.E.Haglund
- Taraxacum spuriosulum H.Øllg.
- Taraxacum squamulosum Soest
- Taraxacum squarrosiceps Soest
- Taraxacum squarrosum Dahlst.
- Taraxacum staintonii Soest
- Taraxacum stanjukoviczii Schischk.
- Taraxacum starmuehleri Uhlemann
- Taraxacum staticifolium Soest
- Taraxacum staturale Rail.
- Taraxacum steenhoffianum Dahlst.
- Taraxacum stellare Markl.
- Taraxacum stenacrum Dahlst.
- Taraxacum stenanthum G.E.Haglund
- Taraxacum stenocephalum Boiss. & Kotschy
- Taraxacum stenoceras Dahlst.
- Taraxacum stenoglossum Brenner
- Taraxacum stenolepium Hand.-Mazz.
- Taraxacum stenophyllum Markl.
- Taraxacum stenoschistoides Hagend., Soest & Zevenb.
- Taraxacum stenoschistum Dahlst.
- Taraxacum stenospermum Sennen
- Taraxacum stenotegulatum Kirschner & Štěpánek
- Taraxacum stepanovae Vorosch.
- Taraxacum stephanocephalum Soest
- Taraxacum stereodes Ekman ex G.E.Haglund
- Taraxacum stereodiforme Soest
- Taraxacum sterneri G.E.Haglund
- Taraxacum stevenii (Spreng.) DC.
- Taraxacum steveniiforme R.Doll
- Taraxacum stewartii Soest
- Taraxacum stictophyllum Dahlst.
- Taraxacum strelitziense R.Doll
- Taraxacum striatifolium Štěpánek & Kirschner
- Taraxacum strictilobum Soest
- Taraxacum strictum Kirschner & Štěpánek
- Taraxacum strizhoviae Vainberg
- Taraxacum strobilocephalum Kovalevsk.
- Taraxacum stupendum Kirschner & Štěpánek
- Taraxacum stylosum Soest
- Taraxacum suasorium Kirschner & Štěpánek
- Taraxacum suave Kirschner & Štěpánek
- Taraxacum suavissimum Kirschner & Štěpánek
- Taraxacum subalatum H.Lindb.
- Taraxacum subalpinum Hudziok
- Taraxacum subalternilobum A.P.Khokhr.
- Taraxacum subaragonicum Sahlin
- Taraxacum subargutum Soest
- Taraxacum subarmatum Hagend., Soest & Zevenb.
- Taraxacum subatroplumbeum G.E.Haglund
- Taraxacum subaurosulum M.P.Christ.
- Taraxacum subborgvallii Uhlemann, Štěpánek & Kirschner
- Taraxacum subbracteatum A.J.Richards
- Taraxacum subbrevisectum Saarsoo
- Taraxacum subcalanthodium Kirschner & Štěpánek
- Taraxacum subcanescens Markl. ex Puol.
- Taraxacum subcollinum Kirschner & Štěpánek
- Taraxacum subcompactum Kirschner & Štěpánek
- Taraxacum subcontristans Kirschner & Štěpánek
- Taraxacum subcordatum Rail.
- Taraxacum subcoronatum Tzvelev
- Taraxacum subcrispum M.P.Christ.
- Taraxacum subdahlstedtii M.P.Christ.
- Taraxacum subdissimile Dahlst.
- Taraxacum subditivum Hagend., Soest & Zevenb.
- Taraxacum subdolum Kirschner & Štěpánek
- Taraxacum subeburneum Rail.
- Taraxacum subecorniculatum Gilli
- Taraxacum subekmanii Rail.
- Taraxacum subelatum G.E.Haglund ex Soest
- Taraxacum subericinum Hagend., Soest & Zevenb.
- Taraxacum suberiopodum Soest
- Taraxacum subestriatum M.P.Christ.
- Taraxacum subeximium M.P.Christ.
- Taraxacum subexpallidum Dahlst.
- Taraxacum subgentile Rail.
- Taraxacum subgentiliforme G.E.Haglund ex Soest
- Taraxacum subglaciale Schischk.
- Taraxacum subglaucescens Markl.
- Taraxacum subglebulosum Rail.
- Taraxacum subgrandidens G.E.Haglund
- Taraxacum subguttulosum Rail.
- Taraxacum subhamatum M.P.Christ.
- Taraxacum subhirtellum Dahlst. ex G.E.Haglund
- Taraxacum subhoplites M.P.Christ.
- Taraxacum subhuelphersianum M.P.Christ.
- Taraxacum subintegrum Dahlst.
- Taraxacum subinvestiens J.Räsänen
- Taraxacum subjurassicum Soest
- Taraxacum sublaciniosum Dahlst. & H.Lindb.
- Taraxacum sublaeticolor Dahlst.
- Taraxacum subleucopodum M.P.Christ.
- Taraxacum sublilacinum Kirschner & Štěpánek
- Taraxacum sublime Sonck
- Taraxacum sublimiforme Sonck
- Taraxacum sublongisquameum M.P.Christ.
- Taraxacum submacilentum Tzvelev
- Taraxacum submaculosum Markl.
- Taraxacum submicrocranum Sonck
- Taraxacum submolle A.J.Richards
- Taraxacum submosciense Dahlst.
- Taraxacum submucronatum Dahlst.
- Taraxacum submuticum G.E.Haglund
- Taraxacum subnaevosum A.J.Richards
- Taraxacum subnefrens M.P.Christ.
- Taraxacum subolivaceum Sonck
- Taraxacum subopacum Dahlst.
- Taraxacum subpallidissimum Soest
- Taraxacum subpardinum M.P.Christ.
- Taraxacum subpatens G.E.Haglund ex Soest
- Taraxacum subpellucidum Rail.
- Taraxacum subpenicilliforme H.Lindb. ex Dahlst.
- Taraxacum subpolonicum Kirschner & Štěpánek
- Taraxacum subpraticola G.E.Haglund
- Taraxacum subreduncum M.P.Christ.
- Taraxacum subrubescens G.E.Haglund
- Taraxacum subsaeviforme Rail.
- Taraxacum subsagittipatens Dahlst.
- Taraxacum subsaxenii Sahlin
- Taraxacum subscolopendricum M.P.Christ.
- Taraxacum subserratifrons Saarsoo
- Taraxacum subsiphonium Kirschner & Štěpánek
- Taraxacum subspilophyllum G.E.Haglund
- Taraxacum subsucculentum Kirschner & Štěpánek
- Taraxacum subtenuiforme M.P.Christ.
- Taraxacum subtile Markl.
- Taraxacum subudum Kirschner & Štěpánek
- Taraxacum subulatidens G.E.Haglund
- Taraxacum subulatum Markl.
- Taraxacum subulicuspis G.E.Haglund
- Taraxacum subulisquameum Brenner
- Taraxacum subundulatum Dahlst.
- Taraxacum subvestrobottnicum G.E.Haglund
- Taraxacum subvulpinum Kirschner & Štěpánek
- Taraxacum subxanthostigma M.P.Christ. ex H.Øllg.
- Taraxacum succedens Kirschner & Štěpánek
- Taraxacum suecicum G.E.Haglund
- Taraxacum suffocatum Kirschner & Štěpánek
- Taraxacum sugawarae H.Koidz.
- Taraxacum sulger-buelii Soest
- Taraxacum sulitelmae G.E.Haglund
- Taraxacum sumneviczii Schischk.
- Taraxacum sundbergii Dahlst.
- Taraxacum superbum Markl.
- Taraxacum suspectum Kirschner & Štěpánek
- Taraxacum svetlanae Czerep.
- Taraxacum symphorilobum G.E.Haglund
- Taraxacum syriacum Boiss.
- Taraxacum syrtorum Dshan.
- Taraxacum szovitsii Soest

## T
- Đầu
- A
- Ă
- Â
- B
- C
- D
- Đ
- E
- F
- G
- H
- I
- J
- K
- L
- M
- N
- O
- P
- Q
- R
- S
- T
- U
- Ư
- V
- W
- X
- Y
- Z

- Taraxacum taeniatum G.E.Haglund
- Taraxacum taeniformatum Rail.
- Taraxacum taimyrense Tzvelev
- Taraxacum tamarae Kharkev. & Tzvelev
- Taraxacum tamesense A.J.Richards
- Taraxacum tanylepis Dahlst.
- Taraxacum tanyodon Rail.
- Taraxacum tanyolobum Dahlst.
- Taraxacum tanyphyllum Dahlst.
- Taraxacum tarraconense Sennen
- Taraxacum tatewakii Kitam.
- Taraxacum tatrense R.Doll
- Taraxacum taxkorganicum Z.X.An ex D.T.Zhai
- Taraxacum telmatophilum Kirschner & Štěpánek
- Taraxacum tenebricans (Dahlst.) H.Lindb.
- Taraxacum tenebristylum Soest
- Taraxacum tenellisquameum Markl.
- Taraxacum tenue G.E.Haglund
- Taraxacum tenuiceps Soest
- Taraxacum tenuiculum Kirschner & Štěpánek
- Taraxacum tenuifolium (Hoppe & Hornsch.) W.D.J.Koch
- Taraxacum tenuiforme G.E.Haglund
- Taraxacum tenuilinguatum Rail.
- Taraxacum tenuilobum (Dahlst.) Dahlst.
- Taraxacum tenuipetiolatum Rail.
- Taraxacum tenuiprotractum Kirschner & Štěpánek
- Taraxacum tenuisectum Sommier & Levier
- Taraxacum tenuisquameum Dahlst. ex G.E.Haglund
- Taraxacum tephroleucum Štěpánek & Kirschner
- Taraxacum terenodes Sonck
- Taraxacum teres Sonck
- Taraxacum terrestre Štěpánek & Kirschner
- Taraxacum tetricum Štěpánek & Kirschner
- Taraxacum teuvaeense Rail.
- Taraxacum texelense Hagend., Soest & Zevenb.
- Taraxacum theodori Lundev. & H.Øllg.
- Taraxacum thessalicum Soest
- Taraxacum thorvaldii H.Øllg.
- Taraxacum thracicum Soest
- Taraxacum tianschanicum Pavlov
- Taraxacum tibetanum Hand.-Mazz.
- Taraxacum tilesianum Kirschner & Štěpánek
- Taraxacum tinctum Markl. ex H.Lindb.
- Taraxacum tirichense Soest
- Taraxacum tiroliense Dahlst.
- Taraxacum toletanum Sennen
- Taraxacum tolmaczevii Jurtzev
- Taraxacum tolonasum Sonck
- Taraxacum tonsum Kirschner & Štěpánek
- Taraxacum tornense T.C.E.Fr.
- Taraxacum tortilobiforme Soest
- Taraxacum tortilobum Florstr.
- Taraxacum tortuosum Hagend., Soest & Zevenb.
- Taraxacum torvum G.E.Haglund
- Taraxacum tourmalettense Soest
- Taraxacum transjordanicum Soest
- Taraxacum trepidans Kirschner & Štěpánek
- Taraxacum triangulare H.Lindb.
- Taraxacum triangularidentatum Soest
- Taraxacum tricolor Soest
- Taraxacum tricuspidatum Soest
- Taraxacum triforme Soest
- Taraxacum trigonense Sonck
- Taraxacum trigonum M.P.Christ.
- Taraxacum trilobatum Palmgr.
- Taraxacum trilobifolium Hudziok
- Taraxacum triste M.P.Christ.
- Taraxacum tristiceps Soest
- Taraxacum tropaeatum Rail.
- Taraxacum trottii Soest
- Taraxacum truculentum Rail.
- Taraxacum tschuktschorum (Tzvelev) Jurtzev & Tzvelev
- Taraxacum tubulosum Kirschner & Štěpánek
- Taraxacum tujuksuense Orazova
- Taraxacum tumentilobum Markl. ex Puol.
- Taraxacum turbidum Sonck
- Taraxacum turbiniceps G.E.Haglund
- Taraxacum turcicum Soest
- Taraxacum turfosiforme Kirschner & Štěpánek
- Taraxacum turfosum (Sch.Bip.) Soest
- Taraxacum turgaicum Schischk.
- Taraxacum turgidum Meierott & H.Øllg.
- Taraxacum turritum Kirschner & Štěpánek
- Taraxacum tuvense Krasnob. & Krasnikov
- Taraxacum tuzgoluense Yıld. & Doğru-Koca
- Taraxacum tzvelevii Schischk.

## U
- Đầu
- A
- Ă
- Â
- B
- C
- D
- Đ
- E
- F
- G
- H
- I
- J
- K
- L
- M
- N
- O
- P
- Q
- R
- S
- T
- U
- Ư
- V
- W
- X
- Y
- Z

- Taraxacum uberilobum H.Lindb.
- Taraxacum uberrimum Kirschner & Štěpánek
- Taraxacum udum Jord.
- Taraxacum uliginosum Kirschner & Štěpánek
- Taraxacum ulogonioides Rail.
- Taraxacum ulophyllum M.P.Christ.
- Taraxacum umbonulatum Rail.
- Taraxacum umbrosum Sonck, Kirschner & Štěpánek
- Taraxacum uncatilobum M.P.Christ.
- Taraxacum uncatum G.E.Haglund
- Taraxacum uncidentatum Rail.
- Taraxacum unciferum Markl. ex Rail.
- Taraxacum uncosum G.E.Haglund
- Taraxacum undulatiflorum M.P.Christ.
- Taraxacum undulatiforme Dahlst.
- Taraxacum undulatum H.Lindb. & Marklund
- Taraxacum unguiferum Markl. ex Back
- Taraxacum unguifrons Hagend., Soest & Zevenb.
- Taraxacum unguilobifrons A.J.Richards
- Taraxacum unguilobum Dahlst.
- Taraxacum ungulatum (Brenner) Brenner
- Taraxacum unicoloratum A.J.Richards
- Taraxacum uniforme H.Øllg.
- Taraxacum urbicola Kirschner, Štěpánek & Trávn.
- Taraxacum uschakovii Jurtzev
- Taraxacum userinum R.Doll
- Taraxacum ussuriense Kom.
- Taraxacum ustkanense M.S.Ivanova
- Taraxacum uvidum Kirschner & Štěpánek
- Taraxacum uzunoglui Soest

## V
- Đầu
- A
- Ă
- Â
- B
- C
- D
- Đ
- E
- F
- G
- H
- I
- J
- K
- L
- M
- N
- O
- P
- Q
- R
- S
- T
- U
- Ư
- V
- W
- X
- Y
- Z

- Taraxacum vaccarii Soest
- Taraxacum vacillans G.E.Haglund
- Taraxacum vadosum Kirschner & Štěpánek
- Taraxacum vagum Soest
- Taraxacum vaitolahtense G.E.Haglund
- Taraxacum valdedentatum Dahlst.
- Taraxacum valens Markl.
- Taraxacum valesiacum Soest
- Taraxacum validum Štěpánek & Kirschner
- Taraxacum vallis-nibulae Arrigoni
- Taraxacum vanum H.Øllg.
- Taraxacum varians Kirschner & Štěpánek
- Taraxacum variegatum Kitag.
- Taraxacum varioviolaceum A.P.Khokhr.
- Taraxacum varsobicum Schischk.
- Taraxacum vassilczenkoi Schischk.
- Taraxacum vastisectiforme Hagend., Soest & Zevenb.
- Taraxacum vastisectum Markl. ex Puol.
- Taraxacum vauclusense Soest
- Taraxacum veglianum Uhlemann
- Taraxacum velebiticum Štěpánek & Kirschner
- Taraxacum vendibile Kirschner & Štěpánek
- Taraxacum venticola A.J.Richards
- Taraxacum ventorum G.E.Haglund
- Taraxacum venustius Kirschner & Štěpánek
- Taraxacum venustum Dahlst.
- Taraxacum vepallidum Kirschner & Štěpánek
- Taraxacum verecundum G.E.Haglund
- Taraxacum vernelense Soest
- Taraxacum versaillense Soest
- Taraxacum versilianum Arrigoni
- Taraxacum verticosum Rail.
- Taraxacum verutigerum Rail.
- Taraxacum vestitum Vorosch.
- Taraxacum vestmannicum M.P.Christ.
- Taraxacum vestrobottnicum Dahlst.
- Taraxacum vestrogothicum Dahlst.
- Taraxacum vetteri Soest
- Taraxacum vexatum Sonck
- Taraxacum vidlense R.Doll
- Taraxacum vigens Kirschner & Štěpánek
- Taraxacum vile Štěpánek & Kirschner
- Taraxacum vindobonense Soest
- Taraxacum vinosicoloratum Rail.
- Taraxacum vinosum Soest
- Taraxacum violaceifrons Trávn.
- Taraxacum violaceinervosum Rail.
- Taraxacum violaceipetiolatum Rail.
- Taraxacum violaceomaculatum Soest
- Taraxacum violaceum R.Doll
- Taraxacum violascens Dahlst.
- Taraxacum virellum G.E.Haglund ex Sahlin
- Taraxacum virgineum Kirschner, Štěpánek & Klimeš
- Taraxacum viridans G.E.Haglund ex H.Øllg.
- Taraxacum viridescens G.E.Haglund ex Soest
- Taraxacum vitalii Orazovot
- Taraxacum vitellicolor Štěpánek & Kirschner
- Taraxacum vitellinum Dahlst.
- Taraxacum volitans J.Räsänen
- Taraxacum voronovii Schischk.
- Taraxacum vulcanorum H.Koidz.
- Taraxacum vulgum R.Doll
- Taraxacum vulpinum Soest

## W
- Đầu
- A
- Ă
- Â
- B
- C
- D
- Đ
- E
- F
- G
- H
- I
- J
- K
- L
- M
- N
- O
- P
- Q
- R
- S
- T
- U
- Ư
- V
- W
- X
- Y
- Z

- Taraxacum wallichii DC.
- Taraxacum wallonicum Soest
- Taraxacum walo-kochii Soest
- Taraxacum waltheri R.Doll
- Taraxacum wardenium R.Doll
- Taraxacum warenum R.Doll
- Taraxacum webbii A.J.Richards
- Taraxacum wendelboanum Soest
- Taraxacum wendtii H.Øllg.
- Taraxacum wessbergii H.Øllg.
- Taraxacum westmanii Rail.
- Taraxacum wibergense H.Øllg.
- Taraxacum wiinstedtii H.Øllg.
- Taraxacum wijtmaniae Sterk & Fengler
- Taraxacum woroschilovii Gubanov
- Taraxacum wrangelicum Tzvelev
- Taraxacum wuqiaense L.Q.Zhao & Aogan

## X
- Đầu
- A
- Ă
- Â
- B
- C
- D
- Đ
- E
- F
- G
- H
- I
- J
- K
- L
- M
- N
- O
- P
- Q
- R
- S
- T
- U
- Ư
- V
- W
- X
- Y
- Z

- Taraxacum xanthiense Soest
- Taraxacum xantholigulatum Sonck
- Taraxacum xanthophyllum G.E.Haglund
- Taraxacum xanthostigma H.Lindb.
- Taraxacum xerophilum Markl. ex H.Lindb.
- Taraxacum xinyuanicum D.T.Zhai & C.H.An
- Taraxacum xiphoideum G.E.Haglund

## Y
- Đầu
- A
- Ă
- Â
- B
- C
- D
- Đ
- E
- F
- G
- H
- I
- J
- K
- L
- M
- N
- O
- P
- Q
- R
- S
- T
- U
- Ư
- V
- W
- X
- Y
- Z

- Taraxacum yuparense H.Koidz.
- Taraxacum yvelinense Soest

## Z
- Đầu
- A
- Ă
- Â
- B
- C
- D
- Đ
- E
- F
- G
- H
- I
- J
- K
- L
- M
- N
- O
- P
- Q
- R
- S
- T
- U
- Ư
- V
- W
- X
- Y
- Z

- Taraxacum zagorae Sonck
- Taraxacum zajacii J.Marciniuk & P.Marciniuk
- Taraxacum zamarrudiae Abedin
- Taraxacum zanskarense Klimeš ex Kirschner & Štěpánek
- Taraxacum zealandicum Dahlst.
- Taraxacum zelotes Sahlin
- Taraxacum zermattense Dahlst.
- Taraxacum zevenbergenii Soest
- Taraxacum zhukovae Tzvelev
- Taraxacum zineralum R.Doll
- Taraxacum ziwaschum R.Doll